# Istoria evreilor din România

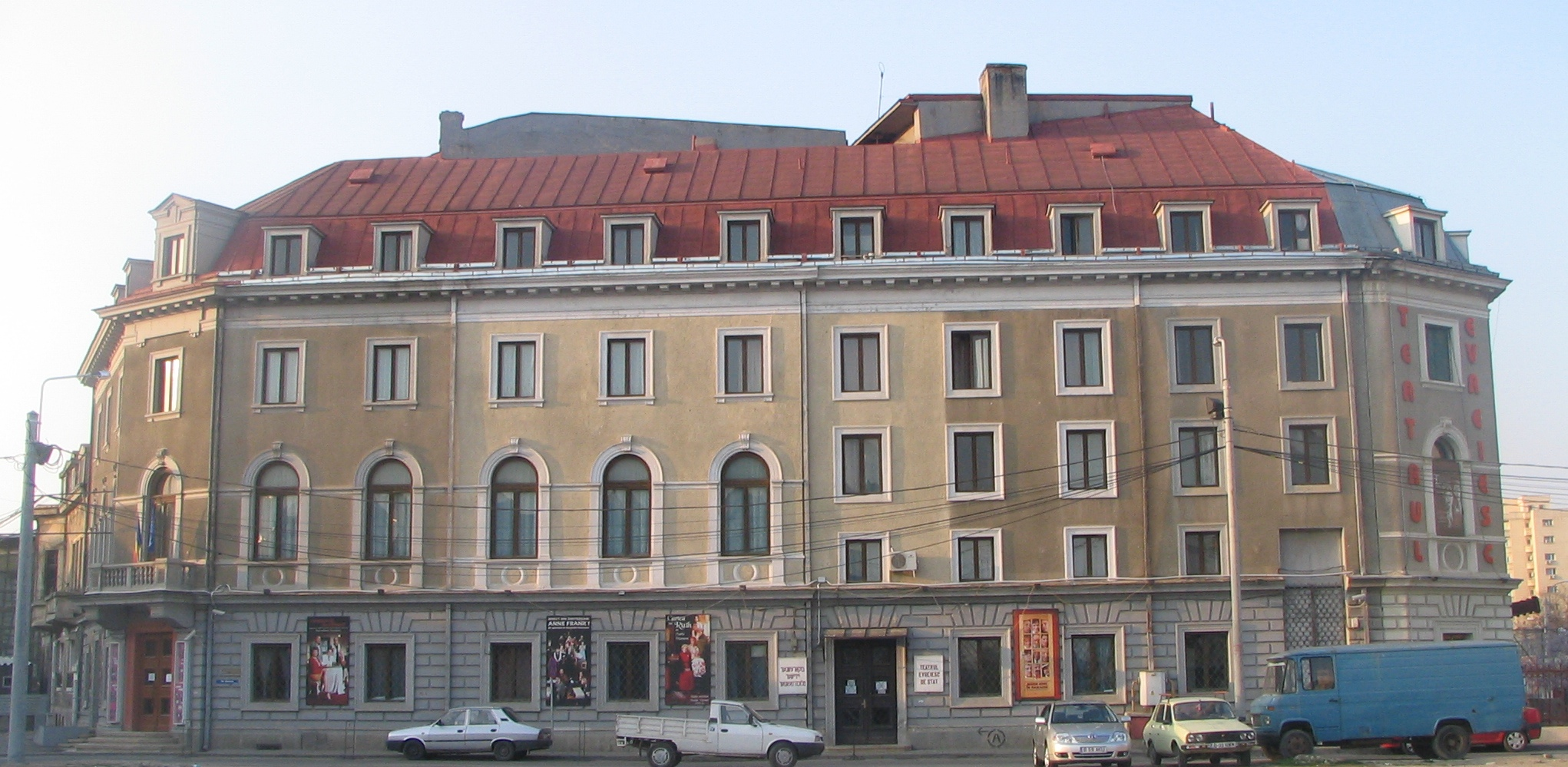
Teatrul evreiesc de stat din București

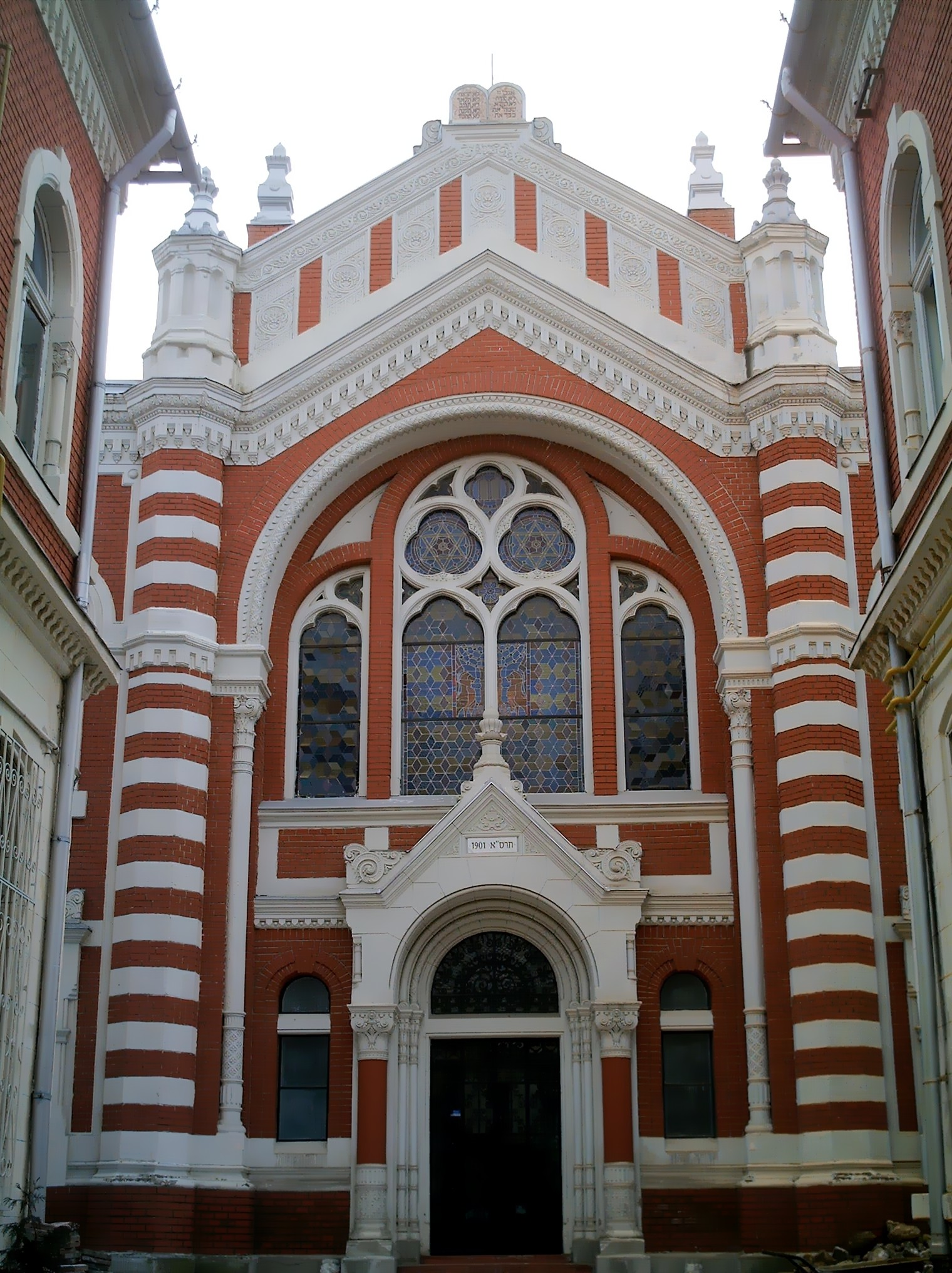
Sinagoga Neologă din Brașov din 1901

Istoria evreilor din România se referă la evoluția minorității de etnie evreiască pe teritoriul actual al României de-a lungul istoriei. Prezența iudaică în acest spațiu este atestată arheologic în Antichitate, iar începând din Evul Mediu este documentată de izvoare istorice. Minoritatea evreiască a devenit semnificativă din punct de vedere numeric economic și cultural în special începând cu secolul al XIX-lea. Potrivit recensământului oficial din 1930, totalul evreilor din România era de 756.930.
În secolul al XX-lea, fascizarea și antisemitismul unei părți însemnate a elitelor dintre cele două războaie mondiale au favorizat Holocaustul în România astfel că în urma trecerii evreilor basarabeni la cetățenia sovietică, emigrației în masă către Palestina (după 1948, Israel) și în urma crimelor comise de regimurile antonescian în România (inclusiv Basarabia și Transnistria) și Horthyst în Transilvania de Nord, această minoritate nu mai număra în 1956 decât 146.264 persoane. În perioada stalinistă a regimului comunist, manifestarea religiei și culturii mozaice sau a apartenenței la evreimea internațională erau socotite potrivit ideologiei oficiale drept „naționalism burghez” și respectiv drept „cosmopolitism", ceea ce este retrospectiv apreciat ca fiind un „antisemitism ocult” al regimului; în toate cazurile, această situație a dus la emigrarea majorității evreilor români spre statele apusene sau spre Israel, astfel că la recensământul din 2011 au fost recenzați în România numai 3271 evrei.

## Începuturile prezenței evreiești
Este posibil ca evreii să fi avut reprezentanți în actualul spațiu geografic românesc cu aproape două milenii în urmă.
Începuturile prezenței evreiești au fost plasate de istoriografia mai veche, înainte de cucerirea Daciei de către Traian, însă această opinie a fost  revizuită de cercetările actuale, deoarece nu este confirmată de mărturii arheologice. Existența evreilor în Dacia înainte de cucerirea romană nu este susținută de istoriografia actuală. Chemarea evreilor de către Decebal după distrugerea celui de-al doilea Templu s-a dovedit a fi o legendă. Au fost dezmințite și teoriile unor istorici ai secolului XIX cu privire la etimologia evreiască a numelor localităților Tălmaciu, Beclean și Aiud sau la contribuțiile evreiești la dezvoltarea mineritului pe teritoriul Transilvaniei.
Primii evrei au ajuns probabil în Dacia odată cu instalarea puterii romane. Pe la începutul erei noi majoritatea poporului evreu locuia în afara Israelului antic. Răscoalele evreiești anti-romane, începute prin anii 60 d.Ch. (Marea Revoltă a Evreilor) și terminate cu Revolta lui Bar Kohba (132-135 d.Ch.) care s-au încheiat prin victoria armatei romane asupra evreilor au avut urmări tragice pentru învinși (vae victis): incendierea Ierusalimului și a celui de al II-lea Templu, masacre, robie și exil pe tot teritoriul controlat de romani. Ponderea coloniștilor evrei pe teritoriul Daciei rămâne și în acest caz, discutabilă. Studiul demografic al lui Solin din 1983 nu pomenește nici un izvor arheologic cu privire la prezența unor astfel de populații pe teritoriul Daciei romane, dar există unele mărturii, mai ales monede, care o confirmă.

## Perioada medievală

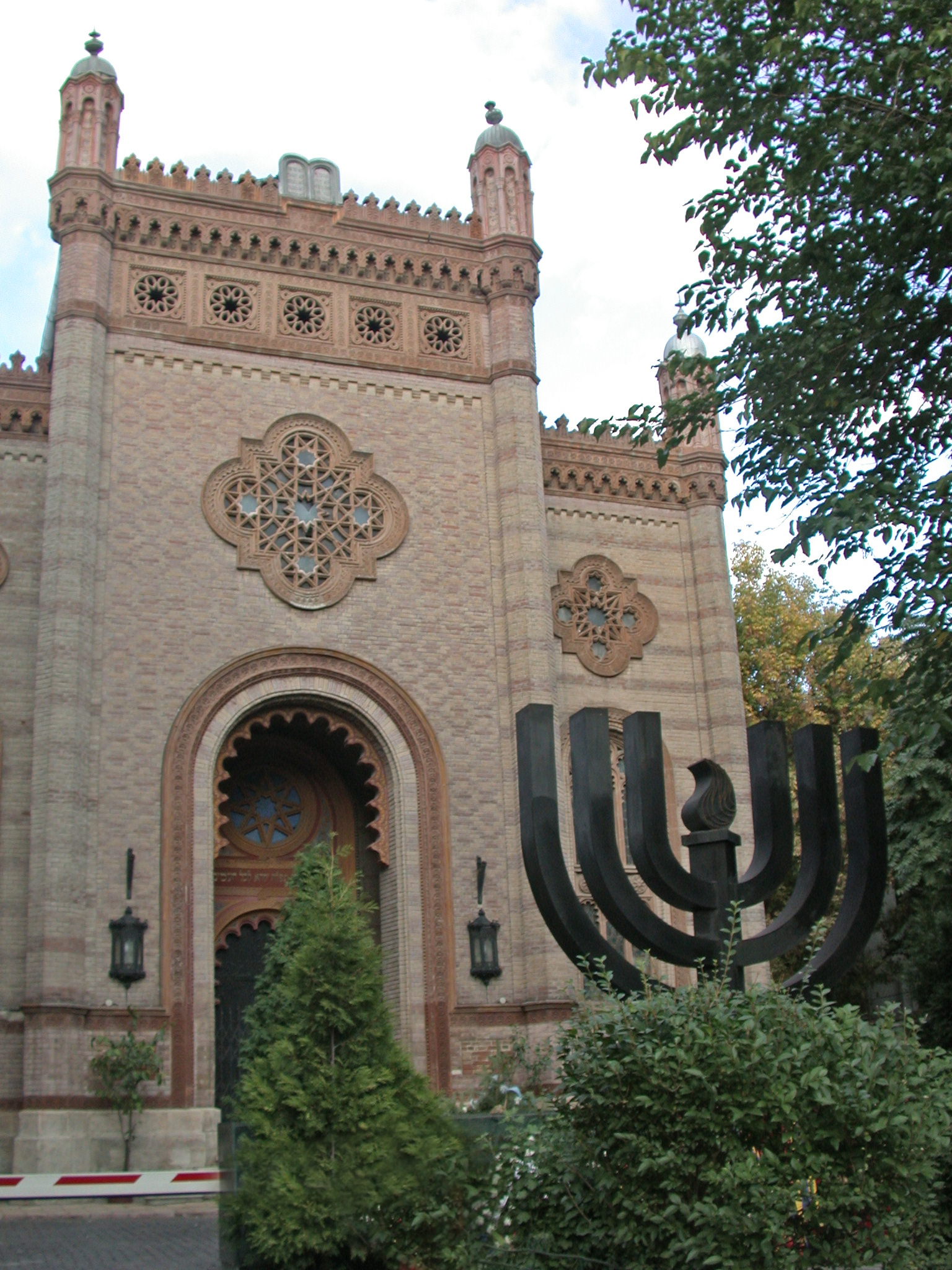
Templul Coral din București din 1866

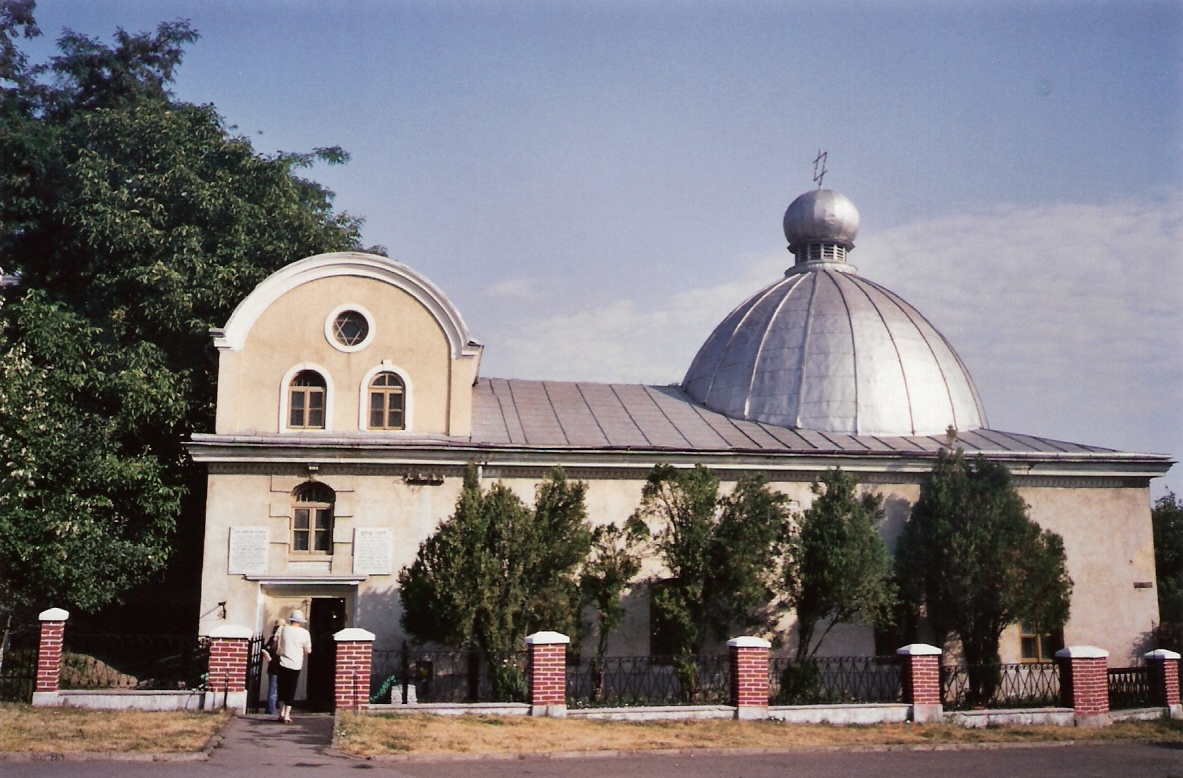
Sinagoga Mare din Iași, construită 1657-1671

Când Roman I Mușat, domnul Moldovei între 1391-1394, a întemeiat orașul Roman au fost și evrei printre primii locuitori. Roman I i-a eliberat pe evrei de serviciul militar în schimbul unui impozit. În sec. XIV, în Principatele Române au venit evrei din Europa Centrală (evrei așkenazi), iar în timpul dominației otomane, s-au stabilit aici în special evrei sefarzi, de origine spaniolă. Jewish Encyclopedia amintește că la curtea lui Ștefan cel Mare a fost logofăt un evreu, Ițhak fiul lui Beniamin Șor. Printre medicii lui Ștefan cel Mare era și un medic evreu .  La București, în jurul anilor 1550, este pomenit un grup de evrei condus de David Ibn Usa, probabil liderul religios al comunității; mai sunt pomeniți Isac Rufus și Habib Amato, care aveau prăvălii în București, cei doi fiind prădați de o slugă, Iuda Gerson, care a murit, aparent prin spânzurare; la cercetarea împrejurărilor morții sale au mai participat alți patru evrei . David Ibn Usa se afla în legătură cu rabinul Salonicului, puternicul centru al sefarzilor din Balcani.
În urma pogromurilor din Ucraina din secolul al XVI-lea a venit în România un val de evrei așkenazi, vorbitori de idiș. În anul 1694, la București, sub Brâncoveanu, evreii au plătit ca breaslă 100 ugh . Pe data de 28 ianuarie 1739 Constantin Mavrocordat l-a numit pe „Marco al lui Lazăr” să fie «staroste de jidovi» la Bârlad . În anul 1740 erau comunități evreiești în orașele Roman, Bacău și Galați. La Iași, la data de 24 septembrie 1741, „căpitanii breslei” semnează un act în numele acesteia .
Din a doua jumătate a sec. XVIII și mai ales în prima parte a sec. XIX, din cauza înăspririi situației evreilor din Galiția, un nou val de evrei se refugiază în Moldova și Transilvania, unde autoritățile erau mai tolerante.

## Situația evreilor din Principatele Române și apoi în Regat în sec. XIX

### Principatele Române
Calea spre emanciparea evreilor din Principatele Române, Moldova și Valahia, în sec. XIX a fost lungă și plină de obstacole. Încurajați de promisiunile pașoptiștilor, care au importat idealuri liberale vest-europene, de soluționare umanistă a problemei minorităților și a emancipării evreiești - „...emanciparea israeliților și drepturi egale pentru toți locuitorii...” în Țara Românească și respectiv, „...emanciparea treptată a israeliților...” în Moldova - promisiuni care urmau să le deschidă porțile spre prosperitate economică și socială, spre modernizare și libertate - evreii au sprijinit cu entuziasm  revoluția din 1848 și grupările politice care au dus la unirea principatelor. Barbu Iscovescu, Solomon Halfon, Davicion Bally, Hillel Manoah și mulți alți evrei au participat la revoluția pașoptistă din Țara Românească. Pictorul revoluționar Constantin Daniel Rosenthal a plătit cu viața participarea la revoluție fiind prins de către autoritățile austro-ungare, dus la Budapesta și torturat până la moarte.
La 9 (21) iunie 1848, Proclamația de la Islaz a revoluționarilor pașoptiști din Țara Românească proclama „emanciparea israeliților și drepturi politice pentru compatrioții de altă credință” (art. 21) .
În anii următori Unirii, Alexandru Ioan Cuza a făcut primii pași spre emancipare. Au fost cooptați evrei în posturi publice iar legea comunală din 1864 le asigura dreptul de a participa - în anumite condiții - la alegerile municipale. Codul Civil din același an (art. 9 coroborat cu art. 16) stipula posibilitatea de încetățenire a ne-creștinilor.

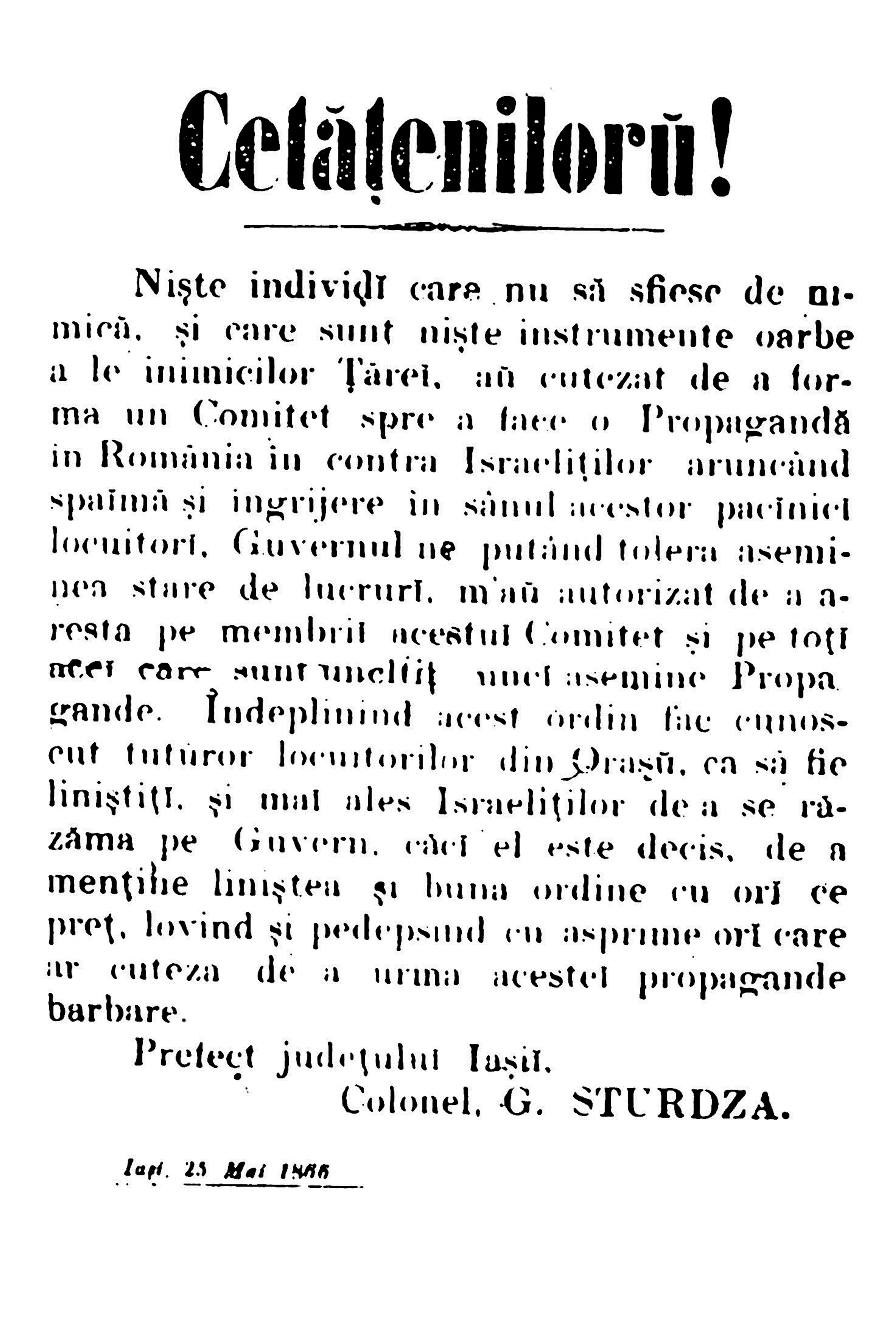
Proclamația prefectului Iașilor, Grigore M. Sturdza, cu privire la incidentele antisemite din timpul revoltelor.

În timpul revoltelor separatiste de la Iași din 1866, în oraș au avut loc incidente antisemite, organizate de separatiști.

### Liberalii și conservatorii înainte de Independență
După 18 de ani de la revoluție pașoptiștii liberali (Ion C. Brătianu, Mihail Kogălniceanu, Ion Ghica) au adoptat prima Constituție a României, care a abrogat de facto dispozițiile articolelor 9 și 16 din Codul Civil (în sensul că formularea „numai streinii de rituri creștine pot dobândi împămentenirea” a fost înțeleasă și aplicată în epocă inclusiv în cazul ne-creștinilor pământeni, fiind și aceștia considerați „streini” - deși sensul în lege al cuvintelor român/străin nu era etnic, ci se referea la cetățenie). Agitând teoria pericolului demografic - în contextul temerilor legate de faptul că principele străin, abia instalat, ar putea aduce cu sine un aflux de imigranți - conducătorii partidului liberal au pornit la o serie de acțiuni anti-evreiești, precum interdicții de a locui în mediul rural, expulzări, restricții de ordin economic etc., care au fost agravate de abuzurile administrației locale însărcinate cu aplicarea acestor directive.
Recensământul din 1899 arată că israeliții constituiau 19% din populația urbană a României și 38% din populația urbană a Moldovei.

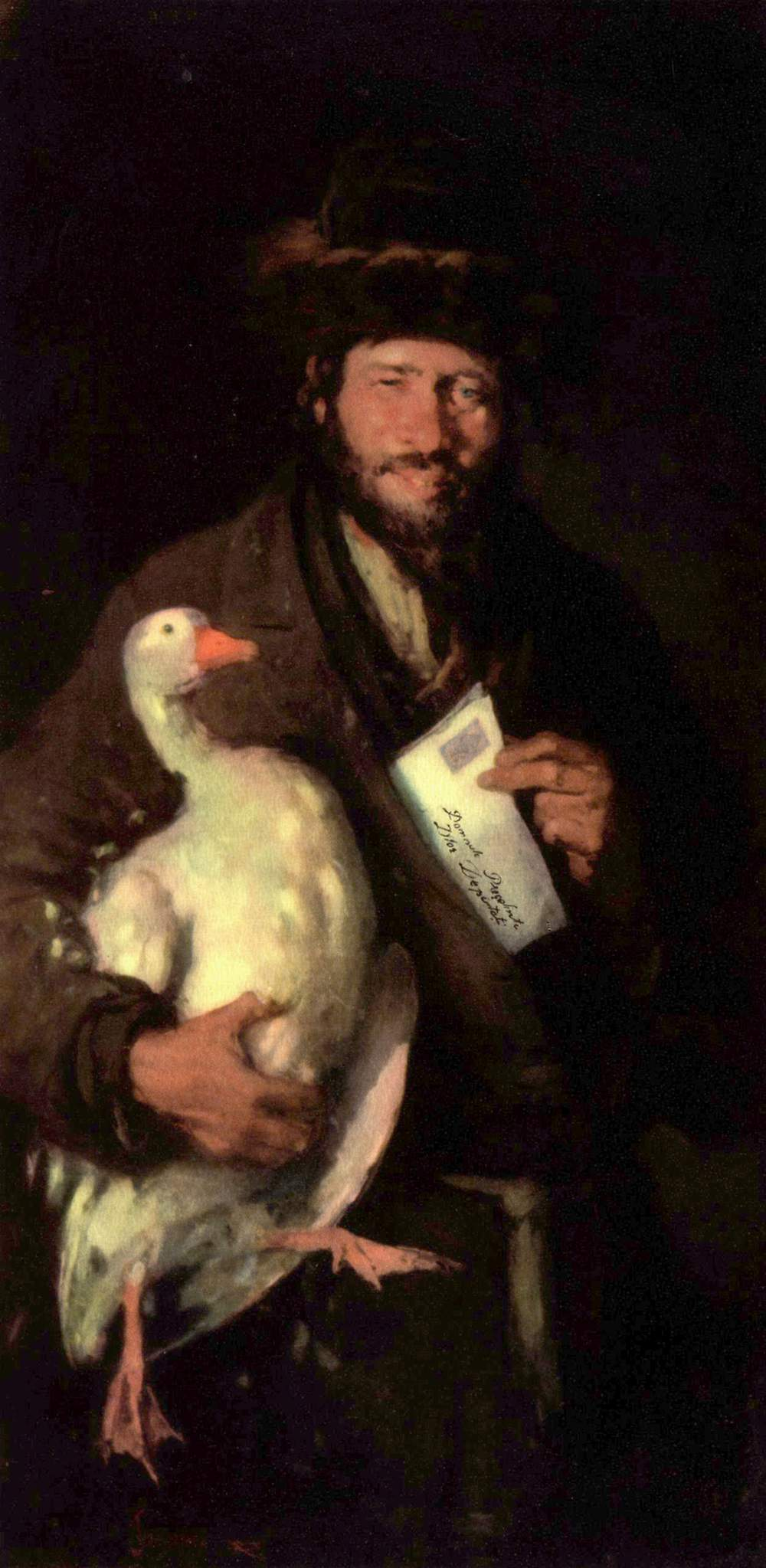
Nicolae Grigorescu, Evreul cu gâsca (ca. 1880)

Spre deosebire de acțiunile anti-evreiești ale liberalilor, conservatorii au abordat o politică mai moderată. Guvernul lui Lascăr Catargiu (între 1872 - 1896, cu întreruperi), sprijinit de personalități cu vederi conservatoare (P.P. Carp, Titu Maiorescu, Take Ionescu etc.) a căutat o soluție mai echitabilă a „problemei evreiești”.

### Independența și Regatul
Ca urmare a Războiului de Independență (1877-1878), la Congresul de Pace de la Berlin, Marile Puteri au fost de acord să recunoască României noile granițe și independența cu condiția corectării articolului 7 al Constituției, în sensul asigurării de drepturi civile tuturor locuitorilor țării, independent de apartenența etnică sau religioasă - ceea ce arată că noțiunea de „străin” era extinsă încă și asupra minorităților etnice pământene, inclusiv în accepțiunea europeană. Aceste presiuni au provocat reacții nefavorabile în cercurile politice românești. Opoziția la modificarea Constituției a dus la alegeri și schimbări de guverne și intervenții diplomatice în capitalele europene, în încercarea de a folosi disensiunile dintre Marea Britanie, Franța, Germania și Rusia. Rezultatul final a fost o reformulare a articolului 7 care să dea posibilitatea acordării individuale a cetățeniei tuturor străinilor „născuți și crescuți în România, din părinți stabiliți în țeră” și care n-au avut niciodată altă cetățenie - alături de încetățenirea în bloc a 883 de participanți la Războiul de Independență. Deși formulările erau ambigue și în articolul revizuit la 1879 - se putea interpreta că articolul nu face referire neapărat la minoritățile etnice conlocuitoare, ci doar la alogeni - în practică termenul „străini” era tot perceput strict în sens etnic. Această corectare a Constituției din 1879 a facilitat semnarea - cu o întârziere de un an - a Tratatului de la Berlin, care recunoștea independența și granițele României. Ea însă nu a reușit să înlesnească foarte mult procesul de încetățenire a evreilor - între 1878-1913 numărul celor încetățeniți la cerere nu a depășit 529 de evrei .
Ulterior, în octombrie 1942 mareșalul Ion Antonescu va critica vehement, într-o scrisoare către C.I.C. Brătianu, atât acceptarea acestei formulări, cât și a semnării tratatului de pace din 1919: „...care au fost impuse de jidani care, împreună cu englezii și americanii, au dictat pacea, (...) iar Ion C. Brătianu a fost nevoit să primească (în 1878) condiția înjositoare a acordării de drepturi cetățenești evreilor, (...) datorită căreia s-a jidovit țara și s-a compromis economia românească și puritatea rasei noastre... (Brătianu) ...a provocat decăderea morală a României prin capitularea în fața evreilor și a francmasonilor, care și-a căpătat expresia prin instaurarea sistemului democrat-liberal, ce a acordat drepturi tuturor .

## Sionismul în România
În zilele 30 și 31 decembrie 1881 s-a desfășurat la Focșani primul congres sionist al asociațiilor „Iubitorilor Sionului” (Hibat Țion sau Hovevei Țion) din România.
Scopul acestora era sionismul practic - recolonizarea cu evrei a Țării Israel, cunoscută și ca Palestina sau Țara Sfântă și aflată atunci sub stăpânire otomană. La congres au participat 56 de delegați care au reprezentat 33 de organizații sioniste locale, reprezentând aproximativ 70.000 de membri.
Președintele congresului a fost Samuel Pineles din Galați și secretarul congresului a fost David Rintzler. La congresul din Focșani a fost intonat pentru prima oara „Hatikva” - astăzi, imnul național al Statului Israel, a cărui muzică se bazează pe o melodie populară românească.
Primul val de emigranți sioniști spre Țara Israel a ieșit din România în anul 1882, conduși de Moșe David Iancovici. Acești emigranți au fondat coloniile Roș Pina și Zihron Iacov.

## Evreii în România interbelică. Emanciparea politică

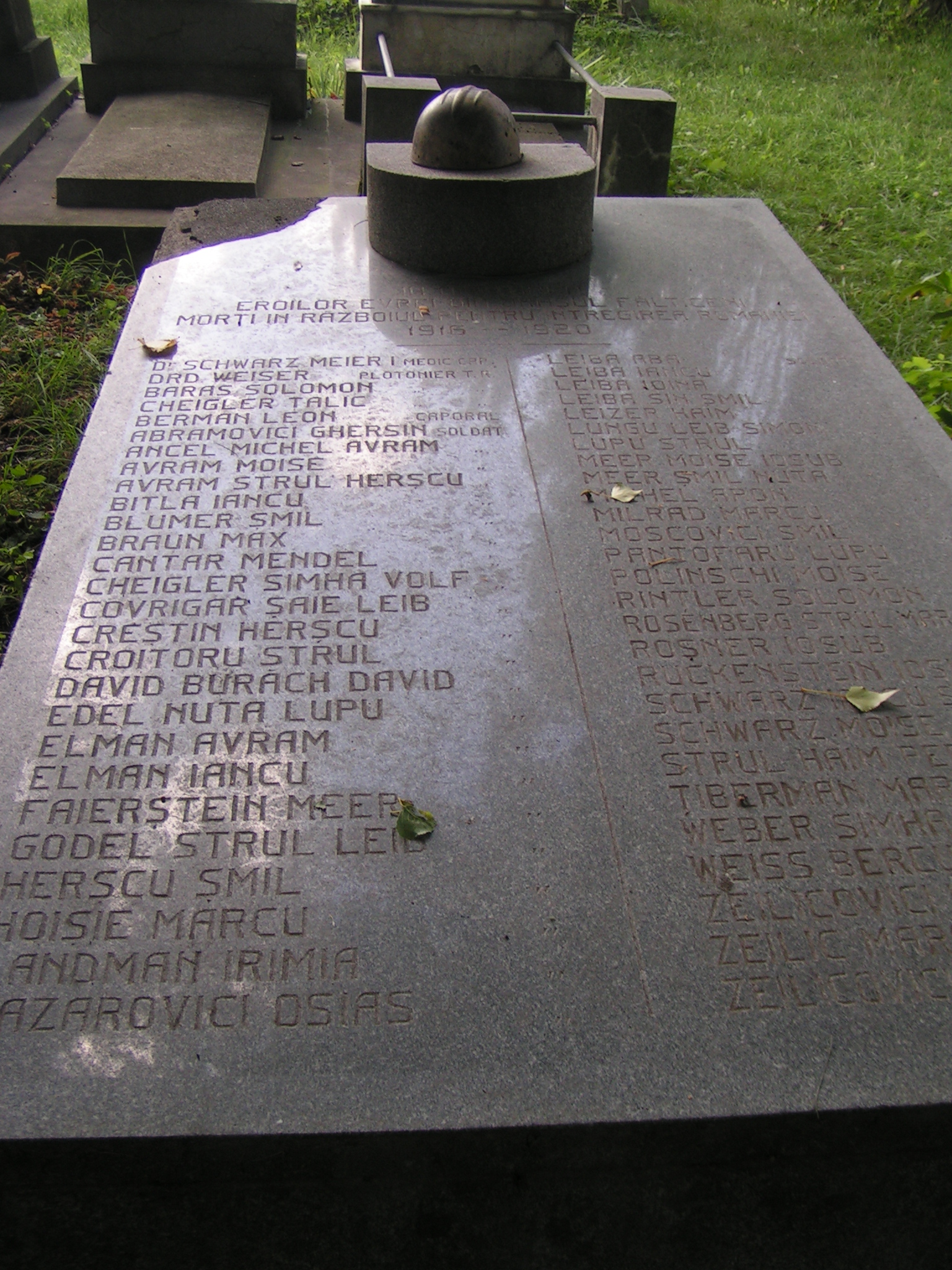
Monumentul funerar al eroilor evrei din Fălticeni căzuți pentru patrie în Primul Război Mondial.

Considerându-se parte integrantă a poporului Regatului României și solidară cu restul locuitorilor țării, minoritatea evreiască a participat masiv, în cadrul armatei române, la Primul Război Mondial. Soldații și ofițerii evrei, până la gradul de colonel (Mauriciu Brociner), s-au luptat cu eroism, au căzut, au fost răniți, au fost decorați, au fost citați în ordine de zi etc.
Războiul a fost încheiat prin semnarea mai multor tratate  de pace — tratatul de pace de la Versailles, semnat la 28 iunie 1919 cu Germania, urmat de tratatul cu Austria, la Saint-Germain-en-Laye, pe 10 septembrie; România, reprezentată de Alexandru Vaida-Voevod, ministru fără portofoliu și Nicolae Mișu, ambasadorul României la Londra, a refuzat să adere la Tratatul de la Saint-Germain-en-Laye, din cauză că i se impuneau, clauze referitoare la acordarea de drepturi cetățenești egalitare minorităților, care au determinat demisiile succesive ale guvernelor conduse de Ion I. C. Brătianu și de generalul Artur Văitoianu. În cele din urmă, la 9 decembrie 1919, guvernul român, condus de generalul Constantin Coandă a semnat cu Puterile aliate și asociate „Tratatul asupra minorităților”. Prevederile acestui tratat au fost ulterior incorporate în Constituția din 29 martie 1923 și legea din 25 februarie 1924, prin care dobândeau cetățenia română, cu drepturi depline, toți locuitorii foști cetățeni ai Imperiului Austro-Ungar sau Rus care aveau domiciliu administrativ în Transilvania, Banat, Crișana și Maramureș la 1 decembrie 1918, în Bucovina la 28 noiembrie 1918 și în Basarabia la 9 aprilie 1918 .

## Evreii în România interbelică. Viața religioasă și reprezentarea politică
În România interbelică comunitatea evreiască nu era uniformă. Comunitățile din regiunile alipite după război fuseseră influențate de împrejurările diverse din Imperiul Rus, Imperiul Austro-Ungar și din Bulgaria. În fața cerințelor de organizare formulate de autoritățile statului, comunitățile evreiești neologe din Banat și din Ardeal s-au unit cu o parte din comunitățile statu quo ante și au format Uniunea Comunităților de rit occidental din Ardeal și Banat.
Evreimea română adoptase un pluralism religios. Curentul ultraortodox cel mai puternic, în special în Moldova și Basarabia, era hasidismul, dar curți hasidice erau prezente și în Muntenia și în Transilvania, alături de curentul foarte ortodox nehasidic si neo-otrodox În toate orașele mari existau comunități mainstream de „iudaism modern” ortodox moderat, care în Vechiul Regat era dispus spre integrarea in societatea modernă și dezvoltatm între altele, în comunitățile „templelor corale”. O categorie similara de evrei moderini a fost reprezentata în Transilvania de asa numiții evrei neologi. Coexistența iudaismului ortodox cu iudaismul modern se petrecea în toate orașele mari.
În Bucovina, unde exista și curentul neo-ortodox si ortodox moderat („ortodoxia modernă”) comunitatea a adoptat un modus vivendi special - coexistența a doi rabini comunitari, unul ortodox moderat modern pentru evreii moderni și unul foarte tradiționalist pentru evreii ultraortodocși. Acești rabini funcționau paralel și își împărțeau funcția, primul se ocupa de probleme culturale și educative și al doilea de probleme rituale, divorțuri și căsătorii.
În plan politic evreii din Vechiul Regat, deschiși integrării în noua societate românească, au fost reprezentați de Uniunea Evreilor Români, formațiune parteneră a PNL. Pe de altă parte, evreii doritori de a-și păstra identitatea regională specifică, cu fieful electoral în Transilvania, au fost reprezentați de Partidul Evreiesc din România, formațiune parteneră a PNȚ.
În noiembrie 1938, în timpul unei vizite a regelui Carol al II-lea al României în Regatul Unit, ministrul de externe român, Nicolae Petrescu-Comnen, a purtat discuții cu ministrul de externe britanic, Edward Wood, privind posibilitatea strămutării evreilor din România Mare într-un teritoriu al Imperiului Britanic din Africa.

## Date demografice
| În Moldova: - 1803: 15.000 - 1859: 118.000 - 1899: 197.000 | În Țara Românească: - 1831: 4.000 - 1859: 9.000 - 1899: 61.000 |

De asemenea, între 1881-1914, aproximativ 75.000 de evrei au emigrat din România, destinația principală fiind Statele Unite.

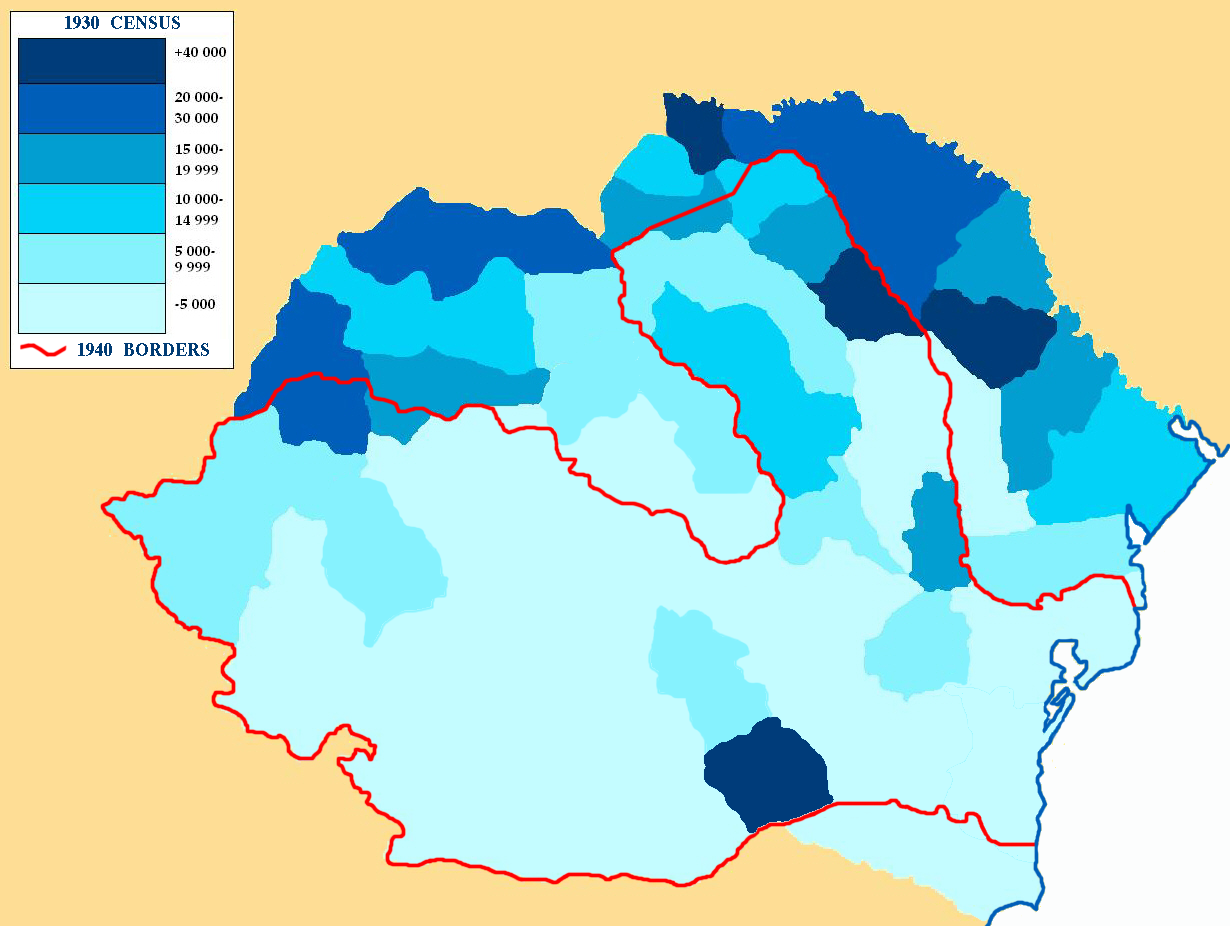
Populația evreiască din România la recensământul din 1930

Potrivit recensământului oficial din 1930, totalul evreilor din România era de - 756.930 .
În urma amputărilor teritoriale a României din vara anului 1940, populația evreiască s-a împărțit în felul următor:
- în România restantă - 312.972;
- în U.R.S.S. (Basarabia și nordul Bucovinei) - 275.419;
- în Ungaria (Transilvania de NV) - 138.917;
- în Bulgaria (Cadrilater) - 807;
- total - 728.115.
Surse diferite prezintă date diferite despre bilanțul demografic al evreilor din România între anii 1940-1944. Statisticienii acordă marje de aproximație destul de largi chiar și unui recensământ făcut după metodele performante actuale. 
Cu atât mai problematic devine acest bilanț pe vremuri de război, cu refugieri, transmutări și deportări de populații, ocultări de identitate și interese clare, atât ale populației împilate, cât și a organelor represive, de a mistifica numerele reale.
Un bilanț demografic care se bazează pe surse diferite și serioase este următorul :
A. În 1940 se notau în România Mare circa 800 000 de evrei, din care:
1. Evrei-români rămași în viață în 1945:   .   .   .    .    .    .    .    .    .    .    .    .    .    .    .    .    .    .    .    .    .    .    .    .    .    .    .    .    .    .    .    .    .    .    .     410 000
2. Evrei-români masacrați în Transilvania de Nord (cedată Ungariei - guvernul Szálasi).     .    .135 000
3. Evrei-români dispăruți, uciși sau transmutați înainte de intrarea trupelor române   .   .   .   .   .100 000
4. Evrei-români masacrați sub guvernul Antonescu (800 000 minus 645 000)   .   .   .   .    .    .    .    .    .155 000
B. Evrei-ucrainieni din Transnistria aflată sub ocupația Armatei Române:    .    .    .    .    .    .    .    .    .    135 000
Dintre care
1. Rămași în viață:   .   .    .    .    .    .    .    .    .    .    .    .    .    .    .    .    .        .    .    .    .    .    .    .    .    .    .    .    .    .    .    .    .    .    .    .    .    .    .    .    .    .    .    .    .    .    .    .    .    .    .    20 000
2. Masacrați sub guvernul Antonescu:   .   .   .   .   .   .   .   .   .    .   .   .   .   .   .    .    .    .    .    .    .    .    .    .    .    .    .    .    .    .    .    .    .    .    .    .    .115 000
C. Numărul total al evreilor uciși sub guvernul Antonescu:   .   .   .   .   .   .    .    .    .    .    .    .    .    .    .    .     .    .    .    .    .    270 000
După Al doilea Război Mondial exodul evreilor către Israel (într-o măsură mai redusă și către Occident) a dus la dispariția aproape totală a acestora în România:
-în 1945 au fost 410.000 evrei,
-în 1961 225.000 evrei,
-în 1968 100.000 evrei,
-la începutul sec. XXI numărul lor nu depășea 7.000 persoane.

## Dispariția minorității evreiești din România în secolul al XX-lea
O parte însemnată din populația evreiască a Israelului e originară din România și din Republica Moldova, sau sunt descedenți ai emigranților care provin din aceste țări. Evreii din țările române au susținut legături cu Țara Israel timp de secole. Evreii religioși care aveau posibilitatea, plecau la bătrânețe ca să moară și să fie îngropați în Pământul Sfânt. Comunitățile evreilor din România îi ajutau economic pe acești evrei, care trăiau în sărăcie în cele patru orașe considerate sfinte, în care existau comunități evreiești de mii de ani: Ierusalim, Hebron, Tiberias și Safed. După Congresul sionist de la Focșani, 1881 a început o emigrație evreiască organizată spre Israel (1.332 evrei din România numai în anul 1882). Tânărul stat român, inițial încă vasal al Imperiului Otoman (1859-1878), nu acorda cetățenie evreilor pe motivul că era definit ca stat ortodox, iar catolicii, protestanții, musulmanii și evreii nu erau considerați cetățeni români, ci supuși austrieci, germani sau otomani.
Legile au evoluat semnificativ abia după Primul Război Mondial, sub presiunea Anglo-Franceză. Simultan au apărut forme de antisemitism privind nu evreii „romanioți” (greci), „sefarzi” (otomani, de origine spaniolă) sau „avdetiți” (otomani turciți, adică deveniți musulmani, numiți „dönme” în turcește), cu toții instalați de secole în țările române și vorbind perfect limba română, ci evreii „așkenazi” („nemți”) veniți numeroși și recent din Germania, Austria, Galiția, Polonia, care vorbeau idiș. Dintre aceștia din urmă, la sfârșitul veacului al XIX-lea, un mare val de emigranți săraci au părăsit România mergând pe jos în drumul lor spre Apus sau spre Palestina, otomană la vremea respectivă, pentru ei „Țara Israel”. O emigrație sionistă de proporții mai reduse a continuat, în pofida interdicțiilor autorităților turcești.
În decursul celui de al doilea Război Mondial, un al doilea val de emigranți au părăsit România, sub auspiciile societății evreiești „Aliyah” (condusă de Șmuel Leibovici și de Eugen Meissner) în vremea prigoanei antonesciene și imediat după lovitura de stat de la 23 august 1944. Evreii care plecau atunci trebuiau să-și lase toate bunurile și toți banii, și călătoreau în condiții de război, unii pierind în aceste tentative (cazul navei „Struma”, torpilată de un submarin sovietic, ducând la moartea tuturor pasagerilor și membrilor echipajului, peste 700 de oameni, înecați în Marea Neagră, cu excepția unui singur pasager). În perioada antonesciană au părăsit România circa 60.000 de evrei iar după 23 august 1944 încă aproximativ 120.000, deși mulți nu au putut intra în Palestina deoarece autoritățile britanice, pentru a augmenta relațiile cu lumea arabă, îi socoteau „cetățeni ai unei țări inamice” și oricum se opuneau imigrării evreiești. După multe dificultăți, majoritatea au ajuns în Israel, iar unii în Statele Unite și Franța. Evreii basarabeni (în majoritate evrei ruși) care supraviețuiseră holocaustului (circa 130.000) au devenit definitiv sovietici în 1944.
Al treilea și ultimul val de emigranți s-a produs în deceniul 1945-1955, sub regimul comunist, când circa 166.400 de evrei români s-au stabilit în Israel. Și aceștia au trebuit să-și abandoneze bunurile și să plătească (sau să plătească Israelul pentru ei) taxe proporționale cu nivelul de studii, care era în general ridicat. Dintre cei 756.930 evrei recenzați în România în 1930 (441.293 în 1941 fără nordul Transilvaniei, aproximativ 250.000 în toamna 1944 fără nordul Transilvaniei și Bucovinei, și fără Basarabia), în 1956 mai rămăseseră în Republica Populară Română 146.274 evrei care au continuat să plece: în 1970 mai erau încă 24.667, în 1992 un număr de 9.670 iar în 2002 doar 6.179. Plecarea evreilor basarabeni a fost mai târzie, valul producându-se în deceniul 1980-1990 ca pentru ceilalți evrei sovietici.

### Antisemitismul activ: Legile privind minoritatea evreiască ale lui Octavian Goga și Ion Gigurtu
De-a lungul anilor de conlocuire, atât poporul român cât și Biserica Ortodoxă Română au manifestat față de evrei - conform sintagmei lui Șerban Papacostea - o toleranță ostilă. De menționat că actele pogromiste - ațâțate de lozincile vinei de deicid și de o mare varietate de acuzații - nu erau inițiate sau sprijinite de conducerea Bisericii Ortodoxe Române.
Inspirat de ideologia antisemită europeană (Germania, Austria, Franța, Rusia), specificul antisemitismului interbelic al  României fascizate a fost factura sa socio-economică, cu rădăcinile adânc înfipte în straturile sociale medii și superioare, politice, academice, economice și culturale ale populației majoritare române, dar fără priză marcată în cadrul marii mase a poporului. Acuzația de deicid era un pretext, un instrument de manipulare a maselor, dar nu o cauză. Mulți intelectuali români notorii au ales postura de teoreticieni ai antisemitismului sau au făcut propagandă antisemită. Ura, fascismul, xenofobia, calomnia, mistificarea, răstălmăcirea și neghiobia și-au dat mâna pentru reușita acestei misiuni.
În iunie 1934 a apărut romanul lui Mihail Sebastian, „De două mii de ani...”, cu o prefață de Nae Ionescu. Concepută ca o antiteză la tematica romanului, această prefață justifica antisemitismul prin perspective teologice, concluzând ultimativ că: „evreii nu au nici o putință de salvare întrucât sunt evrei”. După ce i-au demonizat, protipendada română a început să creadă în potențialul demonic al evreilor, în capacitățile lor intelectuale, comerciale, etc cu care „bietul român nu s-ar fi putut măsura”. Aceste capacități deosebite, demonice atribuite evreilor, această concurență neloială - de care erau convinși că există - erau considerate ca subversive, ca fiind îndreptate împotriva poporului majoritar și prin urmare, păturile conducătoare cereau contracararea lor prin toate mijloacele. Antisemitismul activ român a avut ca principală țintă eliminarea acestui pericol prin blocarea accesului evreilor la posibilitățile de studiu, de creare și de exprimare, excluderea din instituțiile de știință și cercetare, din instituții de cultură - teatre, interzicerea intelectualilor de a-și exercita profesia, îngrădirea oricărei posibilități de dezvoltare economică, jaful legalizat („românizarea”) sau nu, mergând până la violență fizică - teroare, deportare și exterminare.
Sub pretextul că între anii 1918 și 1924 s-ar fi infiltrat în România evrei din fostele imperii austro-ungar și rus, guvernul prezidat de Octavian Goga[A] a publicat la 21 ianuarie 1938 Decretul nr. 169 de revizuire a cetățeniei, prin care toți evreii cetățeni români vor trebui să-și redovedească cu acte dreptul la cetățenie, conform legii din 25 februarie 1924, în termen de 20 de zile de la afișarea listelor pe comune și orașe. Ca urmare a acestui decret a fost revizuită situația a 617.396 de evrei, dintre care 392.172 (63,50%) au păstrat cetățenia română, iar 225.222 (36,50%) au pierdut-o. Aceștia din urmă au primit certificate de identitate valabile pe un an, cu posibilitatea de prelungire. Ei erau considerați străini fără pașaport și supuși regimului juridic ca atare.
Pe un fundal de dezbinare politică[B], speriat de capitularea în fața  ofensivei germane a Belgiei și mai ales, a Franței, principalul sprijin al României față de expansionismul Axei  și simțindu-se vinovat de retragerea haotică din Basarabia regele Carol II a decis „să cumpere cu monedă evreiască” simpatia și sprijinul lui Hitler la viitoarele tratative cu Budapesta și Sofia, tratative purtate cu țări ale căror pretenții teritoriale erau susținute de Berlin. El semnează la 8 august 1940, la propunerea primului ministru Ion Gigurtu[C] „Decretul lege privitor la starea juridică a locuitorilor evrei din România” care stabilește:
- distincția politică și juridică între românii de sânge și cetățenii români;
- definește ca evrei pe toți cei de religie mozaică, inclusiv cei născuți din căsătoriile mixte (evrei-creștini) și „evrei atei”;
- datoria militară se înlocuiește cu obligație fiscală sau prestare de muncă;
- evreilor li se interzice să dobândească proprietăți rurale;
- li se interzice  să poarte nume românești;
- în 3-6 luni toți salariații evrei vor fi înlăturați;
- se va opera segregarea în învățământul de toate gradele;
- încălcarea acestor dispoziții se va pedepsi cu închisoare corecțională de la 1 la 12 ani.
Un al doilea decret, din aceeași dată, interzice „căsătoriile între români și evreii de sânge sub sancțiunea de închisoare corecțională de la 2 la 5 ani”
.
Aceste legi copiau Legile de la Nürnberg .

### Retragerea din Basarabia și nordul Bucovinei
Cedarea fără luptă - dictată de interese germane, ca urmare a Acordului Ribbentrop-Molotov - a Basarabiei și nordului Bucovinei a constituit o tragedie națională română. Ea a șubrezit regimul lui Carol al II-lea și a accelerat nazificarea României . A devenit popular sloganul conform căruia evreii - tradiționalul țap ispășitor pentru toate tarele - ar fi fost responsabili și pentru această pierdere de teritorii.
Istoria amputărilor teritoriale și a retragerii începe să se scrie pe baza unor cercetări științifice obiective, abia în ultimii ani. Sub o cenzură practicată, într-o formă sau alta, până în 1989, strădaniile autorilor de a găsi un vinovat, prezentarea rectificată a adevărului din documentele vremii, inclusiv cele ale armatei, au dus la o literatură istorică și memorialistică amplă dar, de o obiectivitate precară. Din surse sovietice au picurat documente puține și tendențioase, posibil falsificate, în funcție de necesitățile politice ale vremii. Pactul Ribbentrop-Molotov era multă vreme un subiect tabu pe care România era printre puținele țări din blocul sovietic care și-a permis să-l pomenească tangențial. Studiile pe această temă care au fost publicate în străinătate  suferă și ele, de tarele menționate: victimizare, tendențiozitate, căutare de „vinovați”, reticența, refuzul de a accepta o realitate incomodă, dureroasă a trecutului atât la autorii români cât și la cei evrei, bineînțeles, de pe poziții opuse.
„Pentru ca să nu creeze panică în rândul oamenilor” guvernul român a ordonat evacuarea Basarabiei la 28 iunie 1940, ora 9,00. Ultimul tren a părăsit Cernăuțiiul în aceeași zi, la 14:00, ora la care, conform ultimatumului sovietic, Armata Roșie urma să treacă granița (în realitate, a făcut-o mult mai devreme, infiltrând unități paramilitare cu menirea să pregătească terenul și să contracareze o eventuală încercare de rezistență). România deținea pe teritoriul ce trebuia cedat mari unități militare, cu un efectiv de 1.200.000 de soldați și ofițeri, în afară de civilii care refuzau să rămână sub regim comunist, administrația, poliția, jandarmeria etc., inclusiv familiile personalului lor.  Era o imposibilitate ca o astfel de masă de oameni să poată trece Prutul în mod organizat, în cinci ore. Rezultatul acestei hotărâri a fost dezorganizarea, retragerea haotică însoțită de lupte pentru fiecare căruță sau alt mijloc de transport, abandonarea de utilaj militar și civil, de documente, de armament etc. Soldați români-basarabeni au dezertat în masă de teamă că retragerea lor va duce, pe deoparte, la ruperea definitivă de familie, de glia străbună, iar pe de alta, la posibila periclitare a familiei rămasă sub guvernarea sovietică. Ca urmare a dezertărilor, diviziile 12, 15, 21, 26 și 27 au pierdut mai mult de jumătate din efectiv. Ofensiva rapidă a armatei sovietice a devansat trupele românești în retragere. Ea a plasat puncte de control pentru a dezarma, a amenința cu moartea și a umili pe militarii români . Mulți ofițeri și soldați au fost luați prizonieri. Știind că atitudinea armatei sovietice față de ofițerii prizonieri era mult mai dură decât față de soldați, au fost ofițeri care s-au debarasat de revolver și de galoane. Ulterior, pentru a evita Curtea Marțială ei s-au dezvinovățit afirmând că evreii i-au dezarmat și le-au smuls epoleții.
Minoritatea evreiască din Basarabia (275.419 evrei, respectiv, 7,27% din populație)[D] s-a văzut prinsă între ciocanul comunist sovietic și nicovala antisemitismului activ al statului român. Evreii s-au simțit trădați, înșelați, exploatați, expropriați de drepturi și de averi, de un stat care avea datoria să-și ocrotească cetățenii. După instaurarea dictaturii regale, cu legislația guvernului Goga - Cuza  și introducerea legilor rasiale din 1940, statul român s-a dezis de toate obligațiile internaționale asumate în privința egalității în drepturi a minorităților, consemnate și semnate solemn în tratatele de pace și consfințite în Constituție. Statul român nu le-a mai lăsat evreilor nici măcar opțiunea de a se dovedi buni cetățeni: „Populația civilă va putea fi evacuată la ordin, dar populația minoritară nesimpatizantă rămâne pe loc” .
Aplicarea directivelor discriminatorii la periferia țării s-a efectuat inegal, în funcție de administratorii locali, unii din ei dând dovadă de omenie, alții considerându-le ocazii de rotunjire a propriilor venituri, alții, cu o cruzime antisemită dezlănțuită, instituind legea bunului plac. În împrejurările retragerii, în unele locuri au fost unele cazuri de răfuieli ale unor evrei cu astfel de despoți locali. Este greu de apreciat frecvența, sau chiar existența unor astfel de incidente dintr-o documentație în care evreii erau folosiți ca pretext al retragerii. Sintagme de genul: „evreii din Bucovina”, „evreii din Chișinău”, „populația evreiască din Bălți”, „evreii și comuniștii din Românești” (Partidul Comunist din Basarabia cuprindea în total 375 de membri iar Comsomolul,  511) sfidau orice obiectivitate și rațiune, dar erau suficiente pentru a crea o psihoză antisemită răzbunătoare în cadrul populației, care a dus la un val de violențe îndreptate împotriva cetățenilor evrei, atât în teritoriile cedate cât și în restul țării. Grupuri de militari români, soldați și ofițeri s-au dedat la violențe, jafuri și crime, în general condamnate de Marele Stat Major care în unele cazuri n-a ezitat să-i pedepsească pe vinovați[E]. Este de menționat perioada de teroare din trenuri, cu deosebire în Moldova, când soldați și civili atacau și aruncau din mersul trenului cetățeni și soldați cu „aspect evreiesc”, din greșeală chiar unii români etnici. Amploarea acestor violențe a determinat Marele Stat Major să acționeze patrule și razii prin trenuri și gări care au dus pe la mijlocul lunii iulie 1940 la sistarea acestor acte 
.
După intrarea României în război, Marele Stat Major a încetat să mai acorde - ba chiar a pedepsit cu asprime - orice asistență acordată cetățenilor români de etnie evreiască executând - cu mici excepții - ordinele lui Ion Antonescu (vezi mai jos).

### Regimul lui Antonescu și „curățarea terenului”

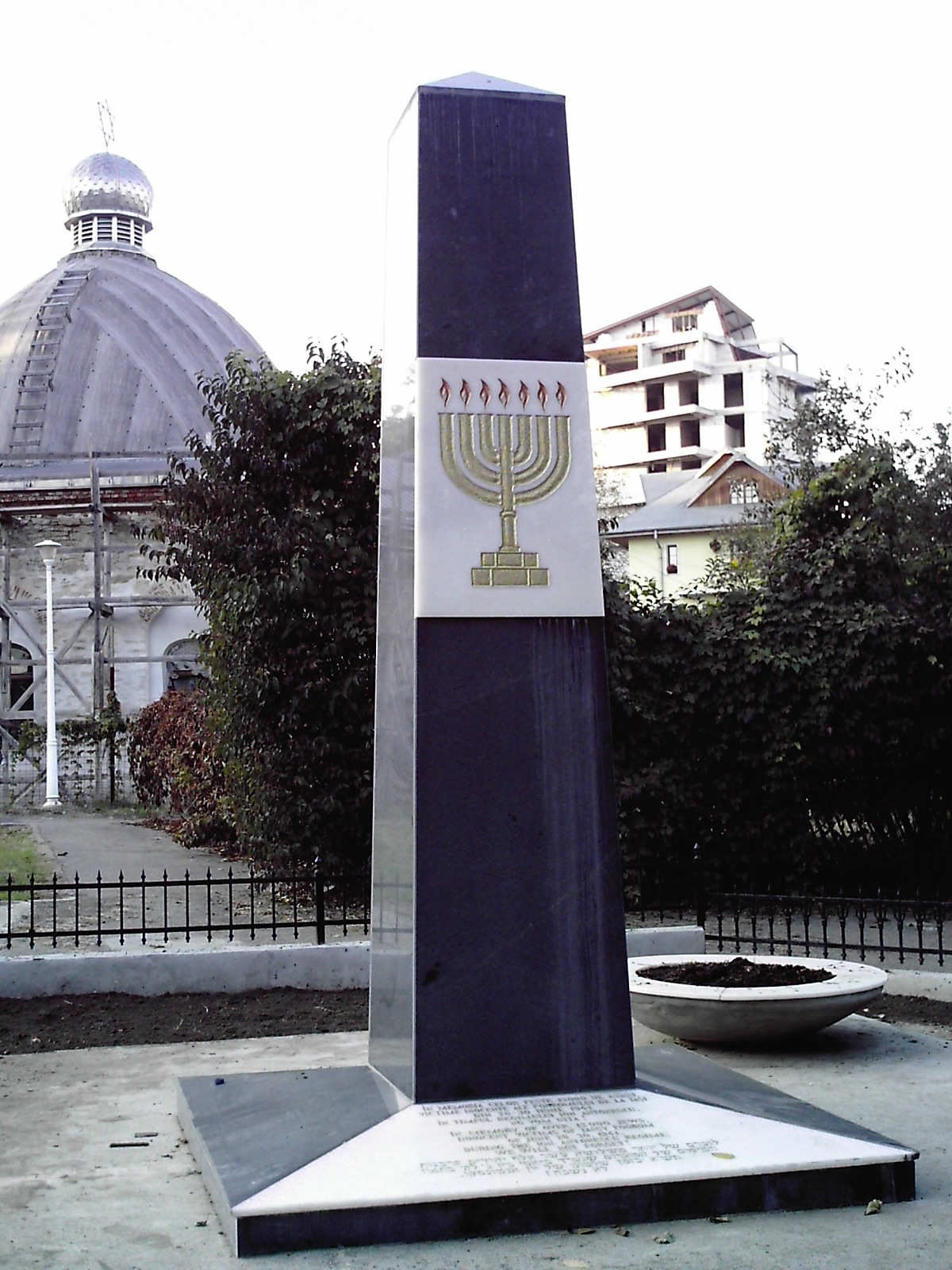
Monumentul Victimelor Pogromului de la Iași.

Antisemitismul activ, importat și propagat de Mișcarea Legionară, legiferat prin legile lui Octavian Goga și Ion Gigurtu și amplificat de propaganda prilejuită de cedările de teritorii a fost aplicat minorității evreiești - ca misiune principală de stat - de regimul antonescian. El s-a exprimat prin masacre, atrocități și jafuri față de cetățenii români de etnie evreiască: Pogromul de la Dorohoi, Pogromul de la București, Pogromul de la Iași (în anul 2010 a fost descoperită la Popricani, lângă Iași o groapă comună care conținea circa 100 de cadavre de evrei uciși în anul 1941), „Trenurile morții”, deportările în Transnistria (au fost deportați în Transnistria 195.000 de cetățeni români de etnie evreiască dintre care, la 15 noiembrie 1943 au rămas în viață 49.927) etc. și mai ales, față de evreii din teritoriile ocupate de România.
Politica de „curățare a terenului” declanșată și controlată de Ion Antonescu s-a exprimat prin distrugerea fizică a cetățenilor români de etnie evreiască simultană cu jaful organizat, de stat, pentru distrugerea lor economică :
- Limitarea drepturilor și libertăților: Li s-au anulat autorizațiile pentru vânzarea „produselor monopolului statului” (tutun, sare); au fost „românizate” casele de film, sălile de cinematograf, birourile de voiaj și turism; vasele maritime sau fluviale aflate în proprietatea evreilor au fost confiscate. Li s-a interzis să folosească aparatele de radio recepție, „pentru a nu răspândi știri de propagandă contra intereselor țării..., alarmând permanent populația”. Li s-au retras permisele de conducere a autovehiculelor.
- Confiscări și deposedări de bunuri: Au fost confiscate și trecute în patrimoniul statului, cu tot inventarul lor, proprietățile rurale ale evreilor, sub orice titlu le-ar deține, de asemenea, proprietățile urbane. Până la 31 decembrie 1943, măsura a cuprins 75.385 de apartamente, din care 1.656 au fost repartizate unor instituții, iar 58.980 la particulari.
- Impuneri la felurite contribuții sau prestații. Prestarea de „muncă obligatorie”, obligația evreilor de a contribui la „constituirea de stocuri de îmbrăcăminte în interes social” - valoarea hainelor și a altor contribuții în natură a fost, până în ianuarie 1943, de 1.800.135.650 de lei [25].

Articole editoriale din presa românească la sfârșitul lui octombrie 1941 - care exprimau linia oficială – au anunțat românilor că „problema evreiască a intrat în faza soluției finale și că nici un om din lume și nici o minune nu pot împiedica soluționarea ei”. Guvernul a anunțat că „România s'a înscris printre națiunile care sunt hotărâte să colaboreze efectiv pentru rezolvarea definitivă a problemei evreiești, nu numai locale, dar și europene" . Într-o scrisoare trimisă unui intelectual care a elogiat politica antisemită a Conducătorului, Ion Antonescu s-a obligat să elimine cu totul pe evrei din România: „Nimeni și nimic nu mă va împiedica, atâta timp cât voi trăi, de a împlini opera de purificare” .
La ședința cabinetului din 8 iulie 1941, Mihai Antonescu, viceprim-ministru și ministru de externe în guvernul Ion Antonescu s-a adresat miniștrilor:
„Așa că vă rog să fiți implacabili, omenia siropoasă, vaporoasă, filozofică nu are ce căuta aici… Cu riscul de a nu fi înțeles de unii tradiționaliști care mai pot fi printre dv., eu sunt pentru migrarea forțată a întregului element evreu din Basarabia și Bucovina, care trebuie zvârlit peste graniță… Veți fi fără milă cu ei. Nu știu peste câte veacuri neamul românesc se va mai întâlni cu libertatea de acțiune totală, cu posibilitatea de purificare etnică și revizuire națională… Dacă este nevoie, să trageți cu mitraliera. Îmi este indiferent dacă în istorie vom intra ca barbari… Îmi iau răspunderea în mod formal și spun că nu există lege… Deci, fără forme (formalități), cu libertate completă (de acțiune)”.”
„Curățirea terenului” era numele de cod folosit de regimul Ion Antonescu pentru sintagma germană „soluția finală”. Ordinul de curățirea terenului, de exterminare a unei părți a evreilor din Basarabia și Bucovina și de deportare a restului a fost dat de Ion Antonescu din proprie inițiativă și nu ca rezultat al presiunilor germane. Pentru punerea în aplicare a acestei sarcini, el a ales jandarmeria și armata, în special administrația civilă a armatei, Pretoratul. Șeful Marelui Stat Major al Armatei, generalul Iacobici, a ordonat comandantului Biroului 2, locotenent-colonel Alexandru Ionescu, să pună în aplicare „un plan pentru înlăturarea elementului iudaic de pe teritoriul basarabean prin organizarea și acționarea de echipe, care să devanseze trupele române”. Planul a fost pus în aplicare începând cu 9 iulie 1941. Armata a primit „ordine speciale” prin generalul  Șteflea, executorul acestor ordine fiind Marele Pretor al Armatei, generalul Ion Topor . Jandarmeria a primit ordinul de curățirea terenului cu trei-patru zile înainte de 21 iunie 1941, în trei locuri diferite din Moldova: Roman, Fălticeni și Galați. Inspectorul general al jandarmeriei, generalul Constantin (Piki) Vasiliu, a declarat în fața subofițerilor și ofițerilor de jandarmi la Roman că „prima măsură pe care sunt datori s-o aducă la îndeplinire va fi aceea de curățire a terenului, prin care se înțelege: exterminarea pe loc a tuturor evreilor aflați pe teritoriul rural; închiderea în ghetouri a evreilor de pe teritoriul urban; arestarea tuturor suspecților, a activiștilor de partid, a acelora care au ocupat funcțiuni de răspundere sub autoritatea sovietică și trimiterea lor sub pază la legiune”. Comandantul legiunii de jandarmi Orhei, Constantin Popoiu a atras atenția jandarmilor săi că „trebuie să-i extermine pe evrei dela pruncul în fașă până la bătrânul neputincios, toți fiind periculoși pentru nația română” . 

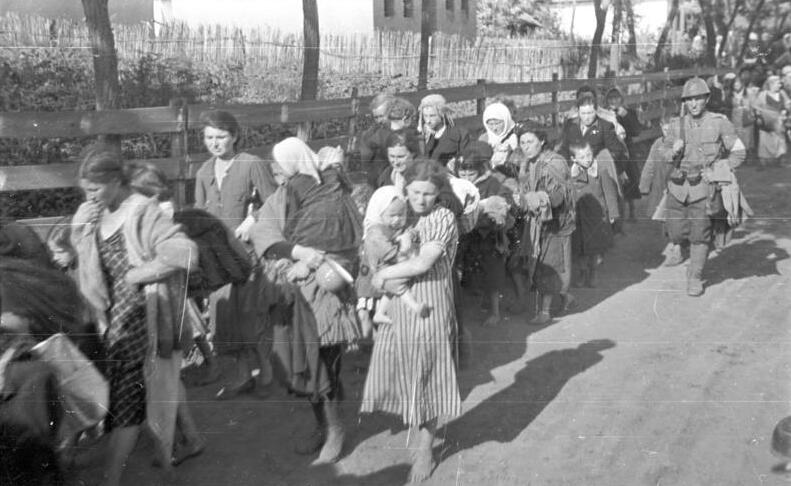
Evrei deportați în Transnistria sub supravegherea unui soldat român

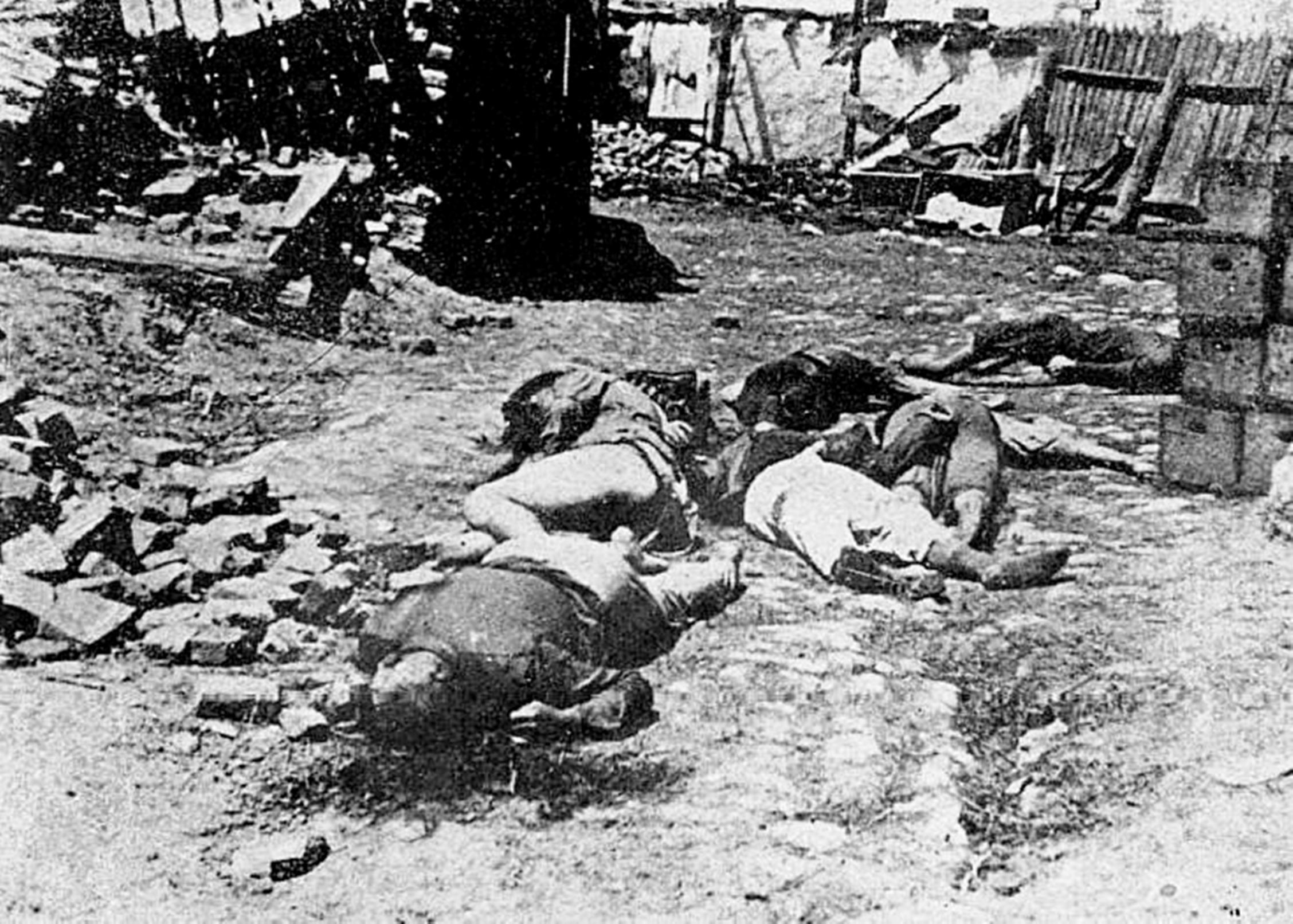
Holocaust prin gloanțe. Evrei-români deportați în Transnistria și asasinați între Bârzula și Grozdovca de militarii români care-i escortau, octombrie 1941.

„Ordinele speciale” erau considerate „secret de stat” și transmise verbal sau ca documente cu regim secret, de fiecare dată când autoritățile militare sau civile evitau să-i execute pe evrei, fie de teama consecințelor, fie că nu credeau în existența unor asemenea ordine. De exemplu, cazul maiorului Frigan din garnizoana Cetatea Albă, care nu a cunoscut ordinele speciale și a cerut instrucțiuni în scris pentru executarea evreilor -  Pretorul Armatei a III-a, colonelul Marcel Petala, s-a deplasat la Cetatea Albă pentru a ordona personal maiorului directivele. Imediat au fost executați toți cei 3.500 de evrei care mai rămăseseră în ghetou .  Ordinele speciale erau date direct de Ion Antonescu Armatei, Serviciului special de informații și Jandarmeriei, iar Mihai Antonescu ordona administrației civile. Executantul ordinelor speciale, Marele pretor, generalul Ioan Topor, era direct subordonat șefului Marelui Cartier General, generalul Ilie Șteflea. Jandarmeria în cele două provincii, prin inspectorii generali, colonelul Teodor Meculescu, în Basarabia și colonelul Ioan Mânecuță, în Bucovina, era subordonată la începutul operațiunii generalului C. Vasiliu și apoi generalului Topor.
În urma acestor ordine speciale de curățirea terenului teritoriul dintre Nistru și Bug devenise un imens cimitir presărat cu zeci de mii de cadavre despuiate de haine și lăsate să putrezească de-a lungul drumurilor. Apele Bugului, infestate cu cadavre, nu mai erau potabile. Indiferența față de sanitație periclita populația locală neevreiască, pe militarii români și pe membrii minorității germane din zona Bugului. Bijuteriile, obiectele de valoare, dinții de aur, inelele și verighetele (retezate împreună cu degetul), banii jefuiți, dispăreau în drum spre vistieria statului. Mihai Antonescu stabilise acorduri (Abmachungen) privind colaborarea pe teren cu SS-ul, adică cu Einsatzgruppe D și cu alte formațiuni germane. Instructorii germani au raportat despre cruzimea, rapacitatea, corupția și ineficiența camarazilor români care au acționat neplanificat, n-au șters urmele execuțiilor în masă și au comis jafuri, violuri sau împușcări pe străzi, n-au îngropat cadavrele sau au primit mită de la evrei. Din schimburile de scrisori, protestele și dispozițiile în această privință reiese că germanii erau furioși de lipsa de organizare și planificare și nu din cauza crimelor în sine. Rapoartele trimise de diversele unități ale Einsatzgruppe D și de cele ale Feldgendarmerie erau pline de informații cu privire la execuții și jafuri și despre modul de acțiune neorganizat al românilor, concluzând că „soluționarea problemei evreiești de către români în regiunea dintre Nistru și Nipru a fost dată pe mâini necorespunzătoare”. În darea de seamă care a rezumat primele cinci rapoarte ale Einsatzgruppe D, trimisă la 30 octombrie 1941 ministrului de externe german Ribbentrop, comandantul poliției de siguranță SD (Chef der Sicherheitspolizei und des SD) relata: „Modul în care românii se comportă cu evreii este complet lipsit de metodă. Nu am avea nimic de reproșat numeroaselor execuții dacă pregătirile tehnice și execuțiile ar fi suficient de corecte. În general, românii lasă cadavrele celor uciși pe locul în care au fost împușcați, fără să le îngroape” .
Reprezentanții regimului Aontonescu s-au străduit să le ascundă puterilor occidentale ordinele speciale de curățire a terenului. Ambasadorul Statelor Unite la București, Franklin Mott Gunther, primit în audiență de Ion Antonescu și de Mihai Antonescu a protestat contra atrocităților antievreiești. La 4 noiembrie 1941 el a raportat Ministerului de Externe de la Washington: 
„Am atras atenția permanent și persistent celor mai de seamă autorități românești reacția inevitabilă a guvernului meu și a poporului american față de un astfel de tratament neomenesc cuprinzând chiar ucideri nelegiuite de oameni nevinovați și lipsiți de apărare, descriind pe larg atrocitățile comise contra evreilor din România. Observațiile mele au trezit în mareșalul Antonescu și la premierul ad-interim Mihai Antonescu manifestări de regret pentru excesele comise „din greșeală” sau de „elemente iresponsabile” și (promisiuni) de moderație în viitor… Programul de exterminare sistematică continuă totuși și nu văd vreo speranță pentru evreii români atâta timp cât actualul regim ... va rămâne la putere” ”
În iunie 1942, Mihai Antonescu, în numele lui Ion Antonescu, a re-acceptat, în cadrul convorbirilor secrete cu trimișii lui Himmler din Sicherheitspolizei, soluția finală în România, adică deportarea tuturor evreilor încă cetățeni români, care erau în luna mai 1942 (recensământul a fost organizat în acest scop) 292.149 de suflete, în lagărul de exterminare Belzec din Polonia unde, conform planului german, urmau să fie gazați și arși într-un ritm de 2.000 pe zi. În afară de 17.000 de evrei, găsiți „utili” economiei naționale sau cu drepturi excepționale, întreaga minoritate evreiască din România urma să fie exterminată în decurs de circa 140 de zile . La 13 octombrie 1942 acest plan a fost suspendat de către români în urma faptului că interesele germane și cele românești nu mai coincideau, armata română fiind decimată la Stalingrad, iar Hitler ne-intenționând să înapoieze Transilvania de nord României, în ciuda tuturor sacrificiilor materiale (alimente, petrol, materii prime, viețile soldaților).
Intelectuali, prelați și politicieni români de frunte - înfruntând riscuri serioase - au protestat sau au intervenit pentru îndulcirea sau anularea unor ordine draconice, spre exemplu, intervenția Reginei mamă, Elena, împreună cu Patriarhul Nicodim Munteanu pentru încetarea deportării evreilor bucovineni în Transnistria și repatrierea copiilor rămași orfani. Rabinul dr. David Safran, trimis de dr. Alexandru Șafran, Rabinul Șef al Cultului Mozaic din România a cerut sprijinul Patriarhului Nicodim Munteanu și a rămas impresionat de înțelegerea și compasiunea prelatului:
„„Știu tot, fiul meu drag, aseară mi-a telefonat Eminența Sa Andrea Cassulo” (cardinalul Cassulo era nunțiul apostolic al Vaticanului la București, n.a.) „... misiunea... onorează credința iudaică și crucea care a fost pângărită...Voi fi astăzi la M.S. Elena și la conducătorul Statului. Misiunea mea este să apăr””
 Intervenția lui Iuliu Maniu din 1942, la cererea liderului evreu Willy Filderman, l-a înfuriat pe mareșalul Antonescu, care era ferm decis să termine cu evreii. În nota sa prezentată la 31 august 1942 Consiliului de Miniștri, Antonescu spunea:
„„Să se publice structura orașelor pentru ca să vadă și țara cât era de compromisă și de amenințată viața economică și dezvoltarea spirituală din cauza ticăloșiei politicianiste iudeo-masonice a căror exponenți erau partidele „naționaliste” din Transilvania și Regat. Dacă voi lăsa moștenitorilor regimului aceeași situație, voi face și regimul meu părtaș la această crimă. Voi trece peste toți și peste orice greutate pentru a purifica nația de această neghină. Voi înfiera la timp pe toți acei care au venit – ultimul dl. Maniu – și vor veni să mă împiedice a răspunde dorinței majorității imense a acestei nații... Să se publice integral această rezoluție a mea odată cu publicarea statisticei și memoriului de față. Publicarea până la 10 septembrie.”
După catastrofa militară de la Stalingrad, în așteptarea verdictului puterilor democratice, care de la sfârșitul anului 1942 au avertizat că vor pedepsi cu asprime state și conducători care au luat parte la exterminarea populației civile, Mihai Antonescu, cu aprobarea lui Ion Antonescu a inițiat o vastă acțiune secretă de falsificare, sustragere și înlocuire de documente incriminatorii pentru a minimaliza răspunderea regimului pentru crimele comise împotriva evreilor din România și Ucraina. Documentele false urmăreau să arunce vina în primul rând pe germani și pe legionari pentru execuțiile în masă comise de armata și jandarmeria română la Iași, în Basarabia și în Ucraina. Falsificarea documentelor urmărea nu numai problema evreiască, ci și absolvirea post-factum a regimului de cealaltă mare crimă – înfeudarea țării intereselor germane, participarea la război dincolo de obiectivul național just al României - eliberarea celor două provincii românești ocupate de Uniunea Sovietică în iunie 1940 - și de uriașele pierderi umane și materiale sacrificate de România într-un război inutil și lipsit de glorie. Ion Antonescu a sacrificat trupe române la Stalingrad din loialitate față de Hitler, nepermițând o retragere a diviziilor române încercuite, când mai puteau să iasă din încercuire. Echipa principală de falsificatori de documente a operat la Ministerul de externe, dar fenomenul s-a înregistrat și la Ministerul de Interne și în special la Marele Stat Major[F].
Rezultatele ordinelor speciale de curățirea terenului au fost următoarele:
- România nu a predat evrei Germaniei pentru exterminare.
- Toate crimele și pogromurile anti evreiești de pe teritoriul aflat sub conducerea Statului Român au fost - exclusiv - rezultatul acțiunilor unor cetățeni români.
- Cu excepția Pogromului de la Dorohoi și a altor cazuri izolate, marile acțiuni antisemite (pogromuri, deportări, masacre, „munca de folos obștesc” etc.) au fost „dictate de sus”, fie, de comandamentul Mișcării Legionare (Pogromul de la București), fie de guvernul antonescian.
- Din cei 441.293 de cetățeni români de etnie evreiască înregistrați în 1941 ca locuitori ai teritoriilor Regatului, sudul Transilvaniei, Basarabia și Bucovina, au rămas în viață în august 1944 puțin peste 250.000.
- Cu toate masacrele și prigoana, situația finală a cetățenilor de religie evreiască în România a fost mult mai puțin crudă decât în țările vecine (Ungaria, Polonia, Ucraina, Grecia, Iugoslavia) sau mai îndepărtate (Franța, Olanda, Norvegia, Germania, Italia, Austria, Cehoslovacia, Țările Baltice).
Antisemitismul, xenofobia, sau indiferența nu au fost unanime. În vremuri de urgie, români din toate păturile societății, oameni cu morală și curaj au protestat, au intervenit, au sabotat ordine inumane, criminale, au salvat ce-au putut, riscându-și cu bună știință viața, familia și agoniseala. Cu mici excepții (Viorica Agarici, Traian Popovici, Acad. Prof. Raoul Șorban) ei au fost ignorați de Statul Român. 55 dintre ei au fost distinși de Statul Israel cu Cetățenia de Onoare și cu titlul, diploma și medalia Drept între popoare.

### Situația cetățenilor români de etnie evreiască în regimul comunist

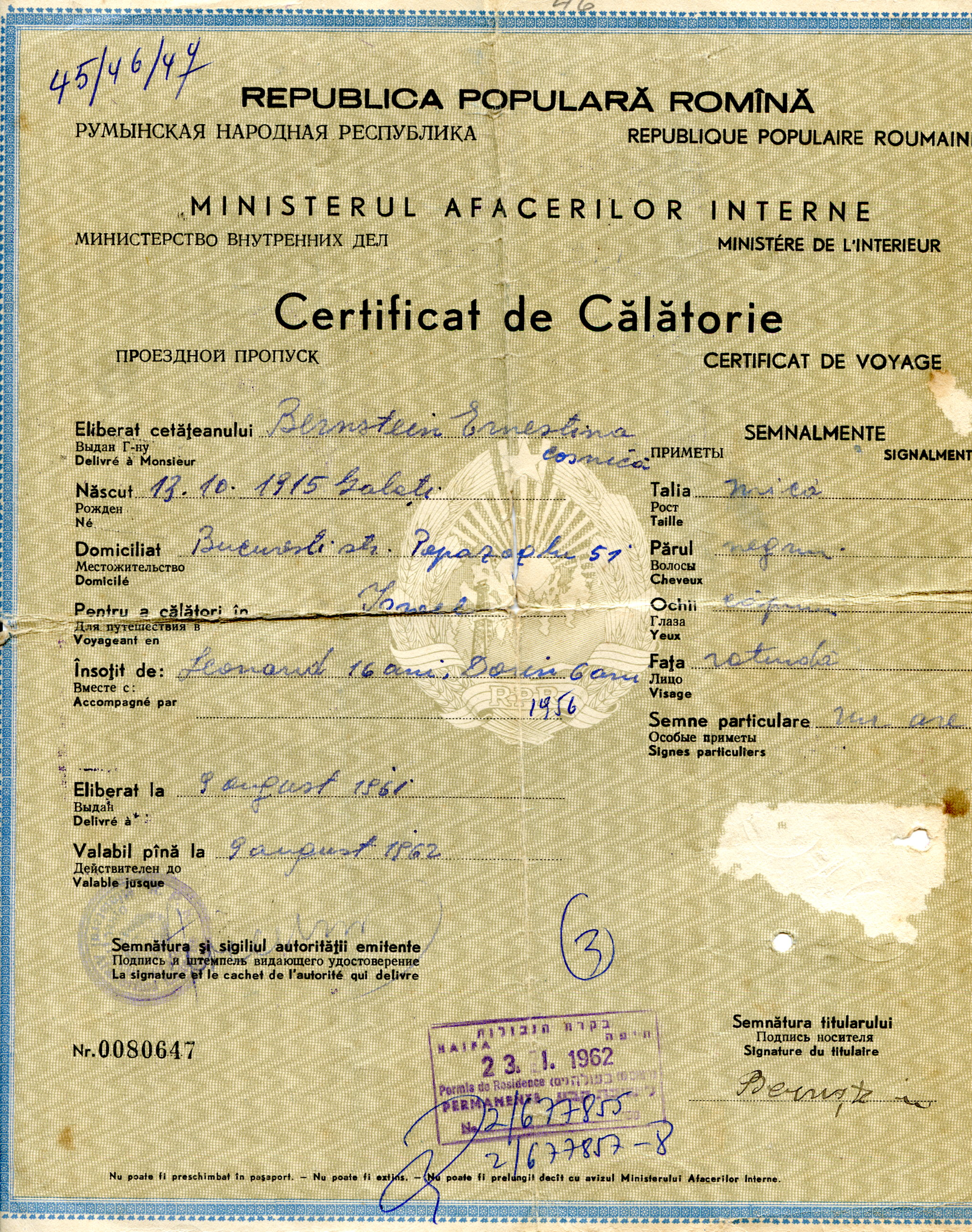

Regimul comunist, instaurat în România după război, a garantat prin Constituție emanciparea tuturor etniilor. În realitate, antisemitismul - interzis prin lege - a îmbrăcat forme noi chiar în cadrul Partidului, unde, după faza inițială în care conducerea a fost în mâinile unor staliniști de origine evreiască precum Ana Pauker sau Iosif Kișinevski, aceasta a trecut treptat în mâinile unor „fruntași” mai „siguri”... mai ales de când Israelul a adoptat o politică pro-occidentală. În numele „clasei muncitoare”, evreii din Partid au fost „epurați” fie ca „buhariniști”, fie ca „elemente burgheze, neproletare, cu origine nesănătoasă, cosmopolite, cu rude în străinătate” (cazul majorității evreilor din România).
În Armata Română s-au creat batalioane speciale de muncă în care, în locul serviciului militar obișnuit, soldații, care purtau uniforme de culoare gri, erau puși la munci grele (pavare de șosele, concasare manuală de piatră etc.) la un regim asemănător închisorilor. În perioade diferite, procentul soldaților evrei în aceste unități varia între 25-35%.
Antisemitismul ocult al noilor conducători comuniști, sprijinit de cel stalinist, se exprima indirect dar efectiv. În toate documentele cu date personale (actele de stare civilă, formularele de înscriere la universități, adeziunea de admitere în Partid, U.T.M - Uniunea Tineretului Muncitor, sindicat, A.R.L.U.S. - Asociația Română pentru strângerea Legăturilor cu Uniunea Sovietică etc.) menționarea „naționalității” și a numelui de familie anterior erau obligatorii. Evreii comuniști care reușiseră să se mențină în Partid erau folosiți ca instrumente de intimidare și de oprimare a evreilor recalcitranți.
În ceea ce privește relațiile noului regim cu cultele religioase, se poate afirma că încercările comuniste-securiste de a se infiltra în Biserica Ortodoxă Română au fost încununate cu succes. Biserica Română Unită cu Roma, Greco-Catolică, legată de Roma și de Occident, a rămas impenetrabilă, și a fost desființată prin Decretul 358 din 1 decembrie 1948, iar prelații și întreaga ei conducere au fost arestați. Biserica Romano-Catolică, în schimb continua să fie, prin definiție, legată de Vatican. Organizarea religioasă evreiască era slab centralizată și cu o influență secundară asupra populației [H] instituția dominantă evreiască fiind organizațiile sioniste care au devenit principala țintă de atac a partidului comunist, paralel cu crearea Comitetului Democrat Evreiesc - C.D.E., un organ de control și îndoctrinare în sânul populației evreiești, care s-a dovedit a fi un fiasco total .
Ajungerea la putere a regimului comunist nepopular în condițiile ocupației sovietice a crescut intens motivația unui mare număr de cetățeni ai țării de a emigra, de teama reformelor radicale ale economiei  și a regimului antidemocratic și de teroare cunoscute deja din modelul aplicat în URSS. În aceste împrejurări a crescut și mai mult dorința de emigrare și in rândul naționalității evreiești din România, la care mișcarea sionistă avea deja un mare prestigiu și o lungă tradiție.   
Regimul comunist s-a distins într-adevăr și în România prin măsurile de control al mișcărilor populației și de la un anumit moment, de stăvilire, cu mijloace din cele mai dure, a încercărilor de emigrare în masă sau individuală, ale românilor majoritari sau ale minorităților naționale și religioase. Mișcarea sionistă, al cărei țel era emigrarea și autodeterminarea evreilor în Israel, fu calificată drept „burgheză”, „naționalist-șovină” și chiar „fascistă” (sic!) și deveni unul din obiectivele represiunii comuniste. În mod firesc și alte curente de idei și politice, laice, asimilaționiste  sau religioase din rândul evreilor români, neconforme cu ideologia oficială - ca de pildă bundismul, liberalismul, țărănismul de stânga, hasidismul, au fost și ele rău văzute, condamnate, interzise sau oprimate.
Conflictul dintre conducerea comunităților evreiești din România și partidul comunist izbucnise public încă de la 14 iunie 1944 când, în cursul audienței dr. Willy Filderman la regele Mihai I, la Castelul Peleș, liderul evreu îi cere regelui să respingă planul propus de Lucrețiu Pătrășcanu și Emil Bodnăraș cu o zi înainte, la consfătuirea fruntașilor politici și militari anti-fasciști, prin care regimul Antonescu urma să fie răsturnat prin înarmarea evreilor din lagăre. Filderman îl anunța pe  rege că evreii vor participa cu entuziasm la o astfel de răscoală dar, exclusiv proporțional-numeric cu populația românească participantă (pentru a nu lăsa impresia unei răscoale evreiești contra Statului Român).
Primul ziar suspendat în România de către comuniști a fost „Curierul Israelit”, în februarie 1945, când dr. Filderman  a fost arestat pentru prima oară. În anul 1948 Filderman a luat drumul exilului. În același an va fi judecat în contumacie.
La 2 martie 1949, conducerea superioară a Securității se întrunește pentru a decide soarta mișcării sioniste din România.  Din stenograma acestei ședințe: „La ședința convocată de tov. ministru Teohari Georgescu, au luat parte următorii: tov. general-locotenent Gheorghe Pintilie, tov. general-maior Alexandru Nicolschi, tov. general-maior Vladimir Mazuru și tov. colonel Gavril Birtaș. Cu această ocazie, tov. ministru Teohari Georgescu arată că problema sionistă ne-a scăpat oarecum din obiectiv, din cauză că am considerat organizațiile sioniste ca fiind mai puțin periculoase decât celelalte. Analizând scopul și tendințele acestor organizații și, mai ales, urmărind elementele care le sprijină și care le folosesc în scopuri diversioniste, putem să ne dăm seama că nu există nici o deosebire între scopurile care le urmăresc organizațiile sioniste și scopurile care le urmărește orice altă organizație fascistă. Organizațiile sioniste sunt instrumente în mâna imperialiștilor, pe care ei le subvenționează și le folosesc ca instrumente de diversiune. Ca atare, în perioada de dictatură a proletariatului, nu este permis a se mai tolera existența acestor organizații și, ca urmare, vor fi luate următoarele măsuri:
- Dizolvarea tuturor organizațiilor sioniste și a anexelor lor.
- Urmărirea activității elementelor sioniste, care activează sub orice formă.
- Pedepsirea tuturor elementelor care intră în țară cu scopul de a duce activitate sionistă (instructorii).
- Se vor lua măsuri pentru dizolvarea chibuțurilor, iar tineretul să fie repartizat la muncile corespunzătoare pregătirii lui, ca toți ceilalți cetățeni ai RPR.
- Dizolvarea și urmărirea organizației evreilor repatriați din URSS. În aplicarea acestor măsuri, se va proceda cu foarte mare atenție și tact, în așa fel ca măsurile luate să nu dea dușmanului nici un element pe care l-ar putea folosi în scopul de frânare a regimului, prezentând aceste măsuri ca măsuri antisemite. Va trebui să se aibe grijă de căminele de bătrâni și copii. Îngrijirea acestora să fie preluată de stat, iar în fruntea lor să fie puse la conducere elemente democrate, care să nu dea posibilitate propagării pe viitor a ideilor sioniste.”

Anul 1953 aduce de două ori populația evreiască din România în atenția Biroului Politic al Comitetului Central al Partidului Muncitoresc Român. La 14 ianuarie 1953, Iosif Chișinevschi, acuzatorul principal al populației evreiești a declarat: 
„Comunitățile evreiești în tot timpul au fost un cuib de jefuitori, de spioni. Comunitățile au avut întotdeauna pe un Filderman și de la exploatarea și jefuirea oamenilor săraci și până la acte criminale de spionaj, acestea au fost în programul lor. De aceea cred că aici trebuie să mergem ferm. Să-i ia dracu, dar până la urmă vor amuți, altfel ne vor dăuna, nu numai nouă, dar și întregului lagăr al păcii” ”

. A doua oară, în ședința Biroului Politic din 2 septembrie 1953, Gheorghe Gheorghiu-Dej declara:
„Sunt câteva procese de agenturi imperialiste care urmează să fie terminate. Ancheta este gata, s-au terminat lucrările și urmează să aibă loc procesul. E vorba de agenții ale serviciilor de spionaj francez, englez, austriac, ai Vaticanului și francmasoni. Mai sunt și unii agenți ai Israelului, care desfășoară activitate de spionaj în favoarea americanilor și Intelligence Service-ului, care vor fi judecați în calitate de agenți ai acestor servicii de spionaj, pentru a nu se spune că am avea ceva cu organizațiile sioniste sau cu elemente aparținând acestor organizații. N-au decât să se desolidarizeze sioniștii de acești oameni care au făcut spionaj. Noi de unde să știm că ei sunt sioniști, noi am dat peste ei făcând spionaj. În ce măsură Statul Israel i-a încurajat sau nu, asta pot să știe ei mai bine decât noi” .”
În decursul anilor 1953 - 1954, procesele anti-sioniste s-au succedat unul după altul. Procesele s-au desfășurat în tribunale militare, fără avocați, și procurorii au refuzat probele cu martori. Inculpații erau aduși în fața instanței după „pregătiri speciale”, siliți prin torturi și înfometare, să semneze mărturii mincinoase în care recunoșteau cele mai abominabile crime „împotriva poporului român și împotriva socialismului”. Sentințele Tribunalului Militar au fost deosebit de dure, între 6 și 25 ani de temniță grea. Președintele completului de judecată a fost generalul Alexandru Petrescu, cel care în anii 1940-1941, având gradul de locotenent colonel a condamnat la moarte evrei din Cernăuți, cel care i-a trimis la moarte pe Romulus Cofler și Emil Calmanovici sau i-a dat 25 de ani de muncă silnică lui Belu Zilber. În „procesele spectacol” erau numiți „apărători din oficiu”, cu rolul de a susține acuzațiile procurorului. În puținele cazuri când avocatul apărării a avut curajul să intervină în favoarea acuzatului, a fost întrerupt de președintele tribunalului cu grosolănie și cu amenințarea că se va trezi pe aceeași bancă de acuzare. Primii condamnați au fost conducătorii organizației sioniste „Betar”: Edgar Kanner (condamnat la 18 ani închisoare), Slomo Sitnovitzer (15 ani închisoare), Pascu Schechter-Gani (12 ani), Meir Horowitz (10 ani), Marcel Tăbăcaru (10 ani), Iakov Littman-Litani (15 ani), Suzi Benvenisti (10 ani) - (arhiva anchetei împotriva sioniștilor, dosarul SRI 16385). După proces, deținuții au fost încarcerați în odioasele penitenciare și închisori ale Securității, printre care, cele de la Aiud, Ghencea, Pitești și altele, pentru bărbați, și Mislea pentru femei. În temnița de la Pitești, dincolo de regimul dur de închisoare, li s-a aplicat deținuților și un regim de îndoctrinare politică prin pedepse corporale, sub supravegherea a doi „instructori”: legionarul Țurcanu și evreul Fuchs. Doi deținuți sioniști au rămas dispăruți[I]. Ultimii judecați au fost membrii organizației sioniste de stânga Hașomer Hațair care au fost trimiși la „reeducare” la Canalul Dunăre-Marea Neagră. Câțiva dintre ei nu s-au mai întors.

#### Plecarea evreilor din România

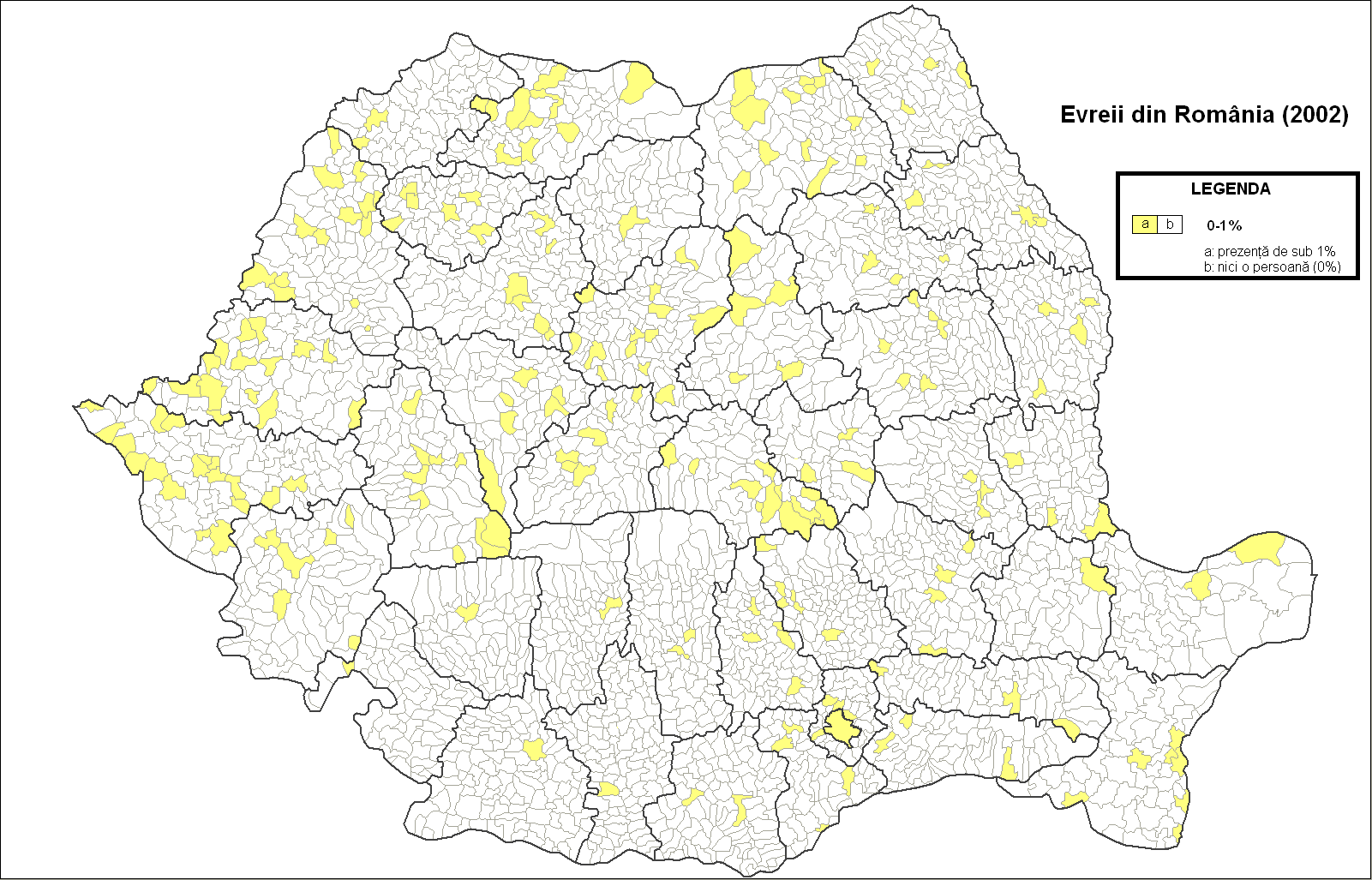
Distribuția evreilor din România conform recensământului din 2002

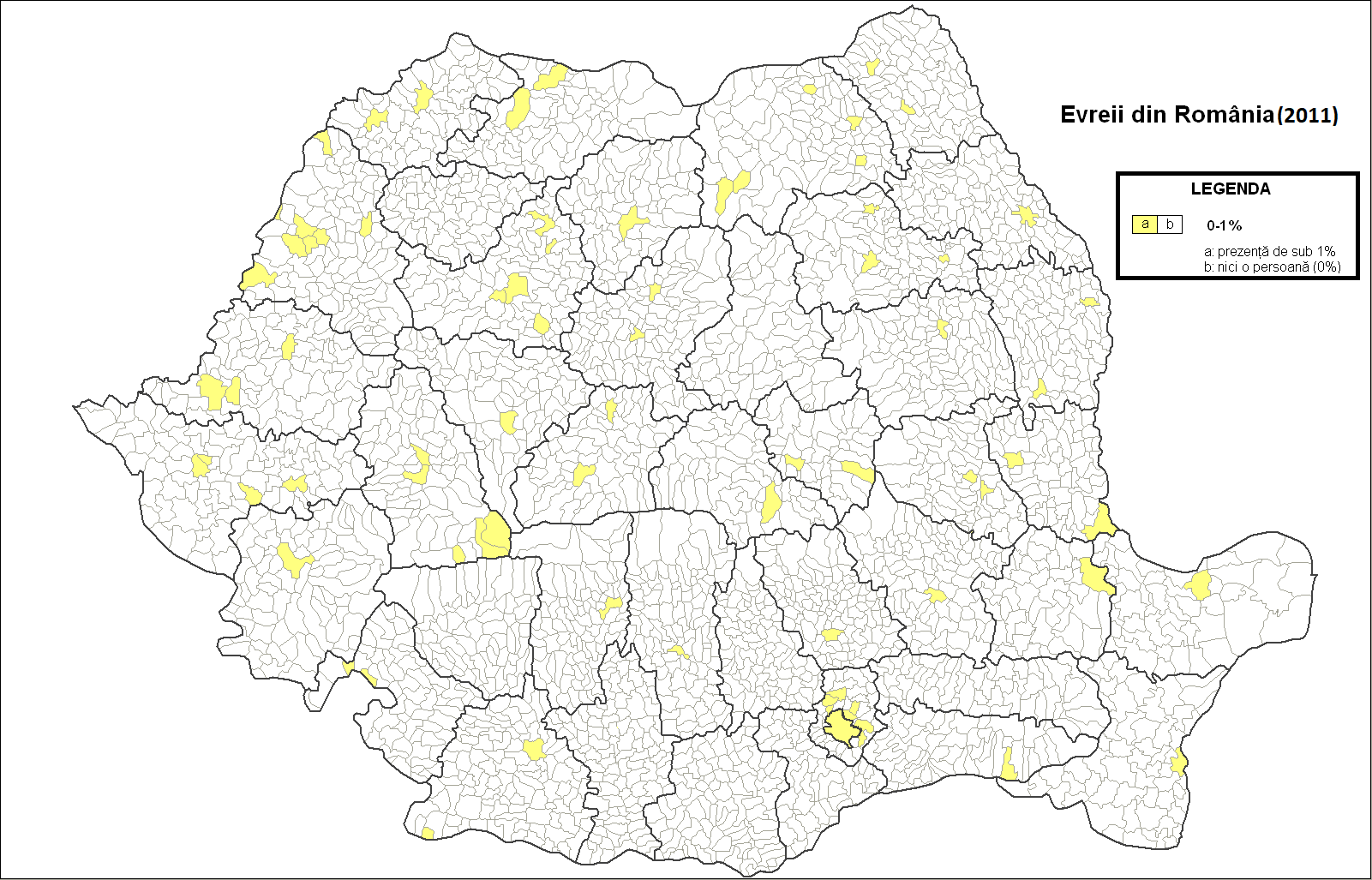
Evreii din România (2011)

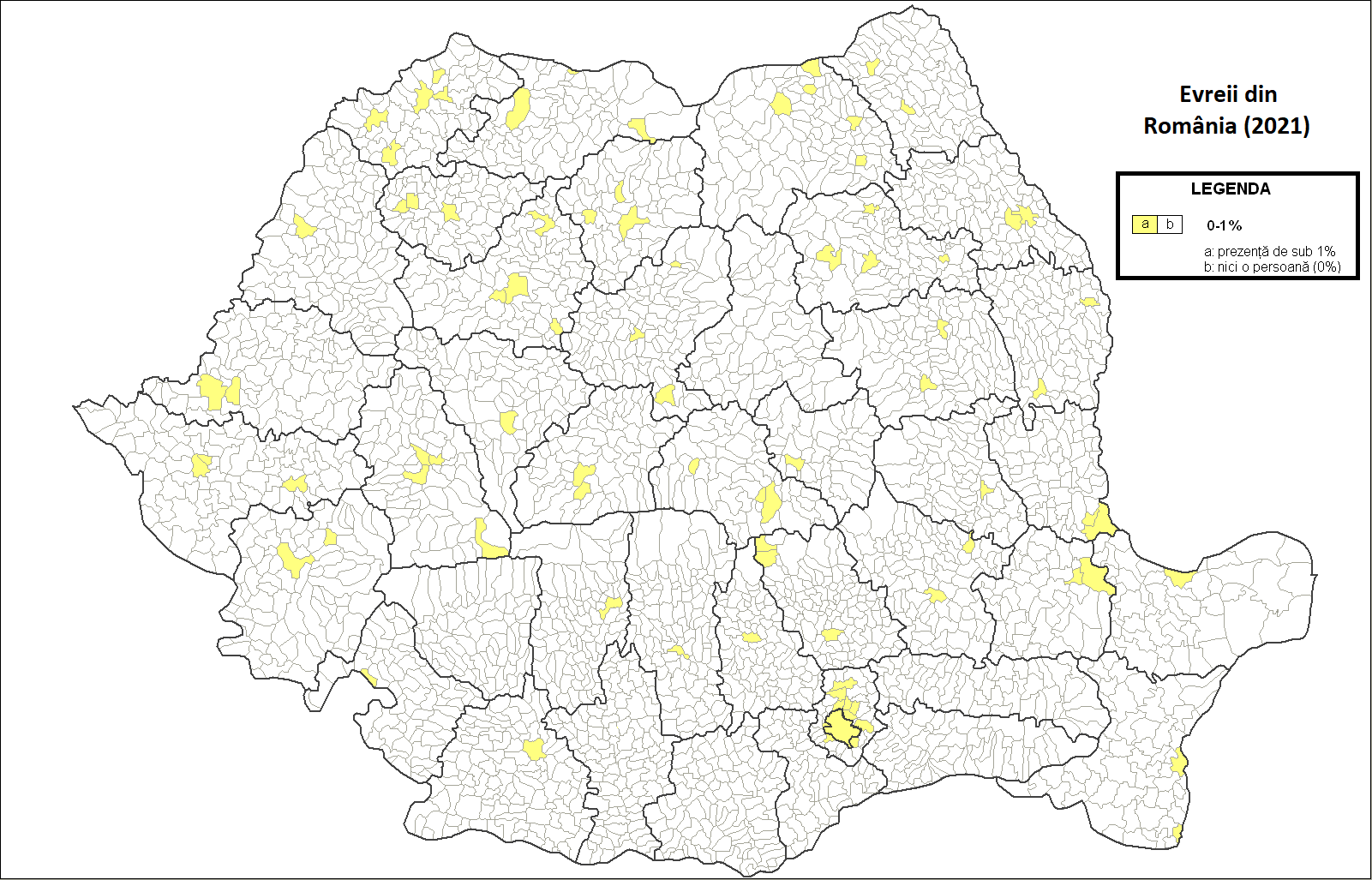
Evreii din România (2021)

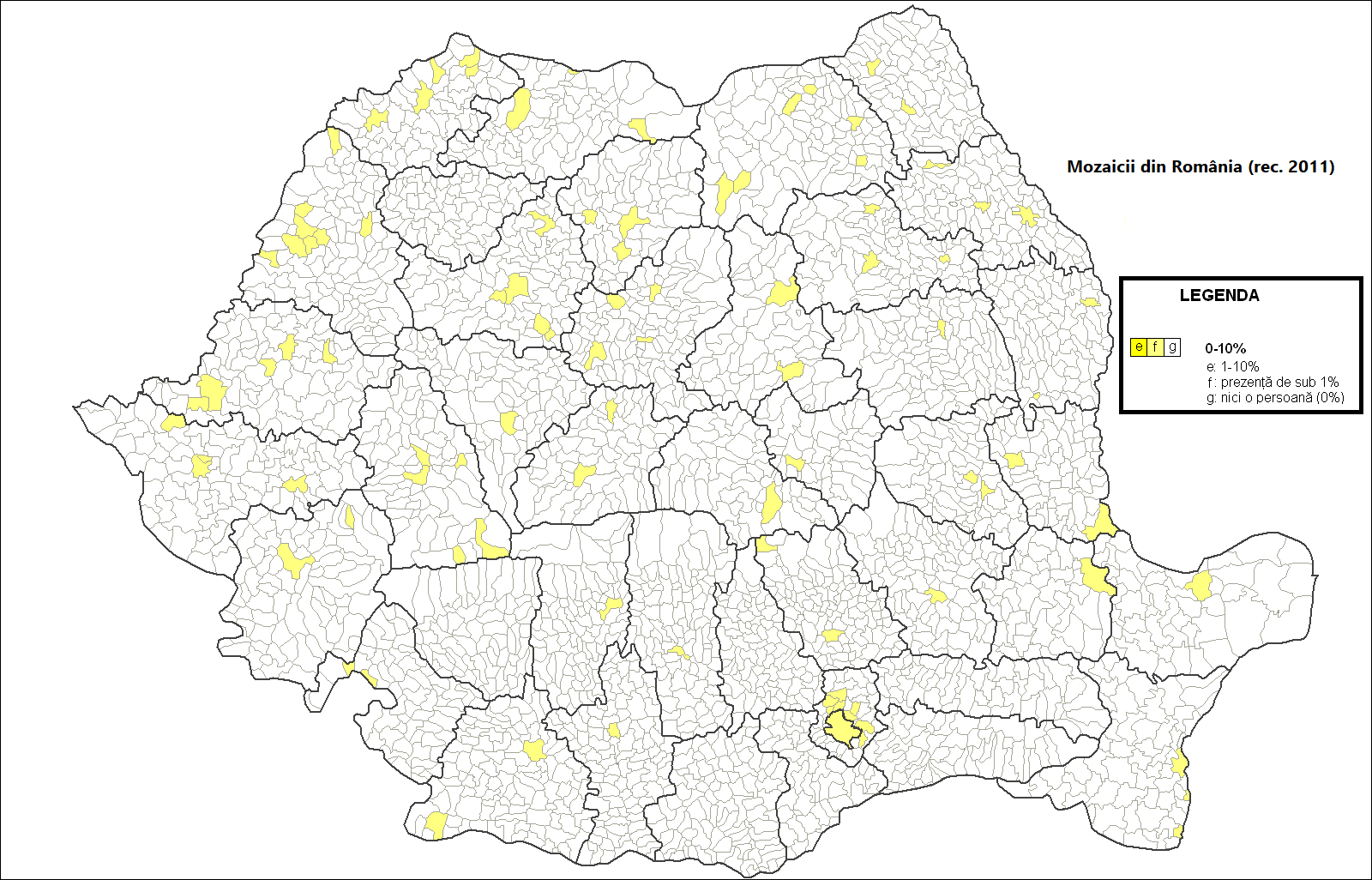
Mozaicii din România (2011)

Regimul comunist a fost foarte restrictiv în ce privește libertatea de a ieși din țară iar emigranții erau considerați „trădători”.
În perioada 1959-1989, statul român a vândut aproape 200.000 de etnici evrei, pentru care Israel a plătit sume importante în valută forte, produse agricole, dar și alte diverse avantaje.
La sfârșitul celui de-al Doilea Război Mondial, în România trăiau aproximativ 350.000 de evrei, majoritatea în Vechiul Regat.
În afara URSS, România era țara cu cel mai mare număr de evrei din Europa. În timpul conducerii Anei Pauker, până în 1952, aproximativ 100.000 de evrei au plecat din România în Israel.
Apoi, Partidul Comunist Român a sistat plecările libere. Începând din 1958 și până în 1965, la moartea lui Dej, 107.540 de evrei români au emigrat în Israel. Media anuală a fost de 13.400 de persoane.
Din 1969 și până la căderea lui Ceaușescu în 1989, emigrația evreiască s-a stabilit la o medie de 1.990 de persoane pe an.
Actele anti-sioniste și anti-evreiești ale regimului comunist nu au stăvilit dorința majorității etniei evreiești de a emigra spre statul evreiesc nou-creat în 1948, Statul Israel. Presiunile internaționale asupra lui Gheorghe Gheorghiu-Dej pentru a permite emigrarea evreilor au început să dea roade. Plecarea evreilor s-a produs în două etape, prima, între anii 1954-1955, în care au fost lăsați să plece bătrâni, invalizi și cei fără studii superioare și a doua, după anul 1958, caracterizată prin plecările în grupuri mici, cu întreruperi. Completarea formularelor pentru expatriere se făcea la sediile regionale ale miliției, după așteptarea la cozi interminabile, iar rezultatul, deseori negativ, venea după 6-12 luni. Reacția imediată după depunerea actelor era exmatricularea din școli și universități, în cadrul unor ședințe regizate de demascare și înfierare a dușmanilor poporului. Intelectualii erau trimiși „la munca de jos”, adică, la munci necalificate iar numele lor era șters de pe lucrările publicate - cele care nu puteau fi puse la index.
Fericiții care primeau aprobarea de plecare - care putea fi anulată aleatoriu, în orice moment până la urcarea în avion -, aveau la dispoziție câteva zile pentru spulberarea avutului și pregătirea lăzii cu cele 35 kg. de bagaje - numai lucruri folosite, excluzând obiecte de artă, din metale prețioase, cu excepția unei verighete, tablouri și fotografii etc. Cei aflați „în câmpul muncii” aveau dreptul la 70 kg.de bagaje. Documentele ce trebuiau prezentate pentru plecare cuprindeau renunțarea la cetățenia română contra unei taxe foarte mari (plecarea se făcea pe baza unui „Certificat de Călătorie” pentru persoane fără cetățenie), adeverința de retrocedare a tuturor burselor, stipendiilor, scutirilor de taxe din toată perioada studiilor și încă vreo câteva zeci de adeverințe ștampilate că nu mai au datorii la toate cooperativele, alimentarele, bibliotecile etc. din localitate. Deoarece se știa cât de limitat este timpul emigrantului potențial, aceste adeverințe constituiau un atentat la corectitudinea funcționarilor cu ștampila. Dosarul se încheia cu o urare de drum bun a ofițerului de Securitate: „Nu uita că mai ai familie în țară, ajută-ne și noi te vom ajuta”.
Ceaușescu s-a folosit de dorința evreilor de a emigra, într-un mod mai eficient - el i-a vândut cu prețuri între 3.000 - 9.000 $ pe cap de evreu, în valută forte, depusă direct, în conturi speciale, la sucursalele unor bănci românești din Elveția. Dacă ofițerii de la cenzura corespondenței descopereau că evreul candidat la vânzare are prieteni sau familie solvabilă în străinătate, el era arestat pe un motiv oarecare pentru a-i dubla prețul de răscumpărare Yosef Govrin, RelaŃiile israelo-române la sfârșitul epocii Ceaușescu
În 1975, România a obținut clauza națiunii celei mai favorizate, printr-o serie de concesii făcute Washingtonului, inclusiv acceptul de a permite emigrarea evreilor către Israel sau Statele Unite ale Americii. Decretul Consiliului de Stat nr.402 din 1 noiembrie 1982 prevedea următoarele: „Persoanele care cer și li se aprobă stabilirea definitivă în străinătate sînt obligate să plătească integral datoriile pe care le au față de stat, unități socialiste și alte organizații. De asemenea, au obligația să achite în întregime pensiile de întreținere și orice alte datorii față de persoanele fizice. Persoanele cărora li s-a aprobat stabilirea definitivă în străinătate sînt obligate să restituie, în valută, statului roman, cheltuielile efectuate pentru școlarizare, specializare și perfecționare, inclusiv bursele, în cadrul învățămîntului liceal, superior, postuniversitar și doctorat.” Prevederi similare există și în legislația altor state, inclusiv Israel. Cetățenii străini, deci nu cetățenii israelieni (cetățenii proprii), dacă vor să plece din Israel sub orice motiv, pot rămâne blocați în Israel până vor plăti în avans sumele datorate.
Pe la sfârșitul sec. XX numărul evreilor cetățeni români din România a scăzut sub 7.000, astfel încât această minoritate națională poate fi considerată astăzi ca fiind pe cale de dispariție.

## Evreii români din diaspora

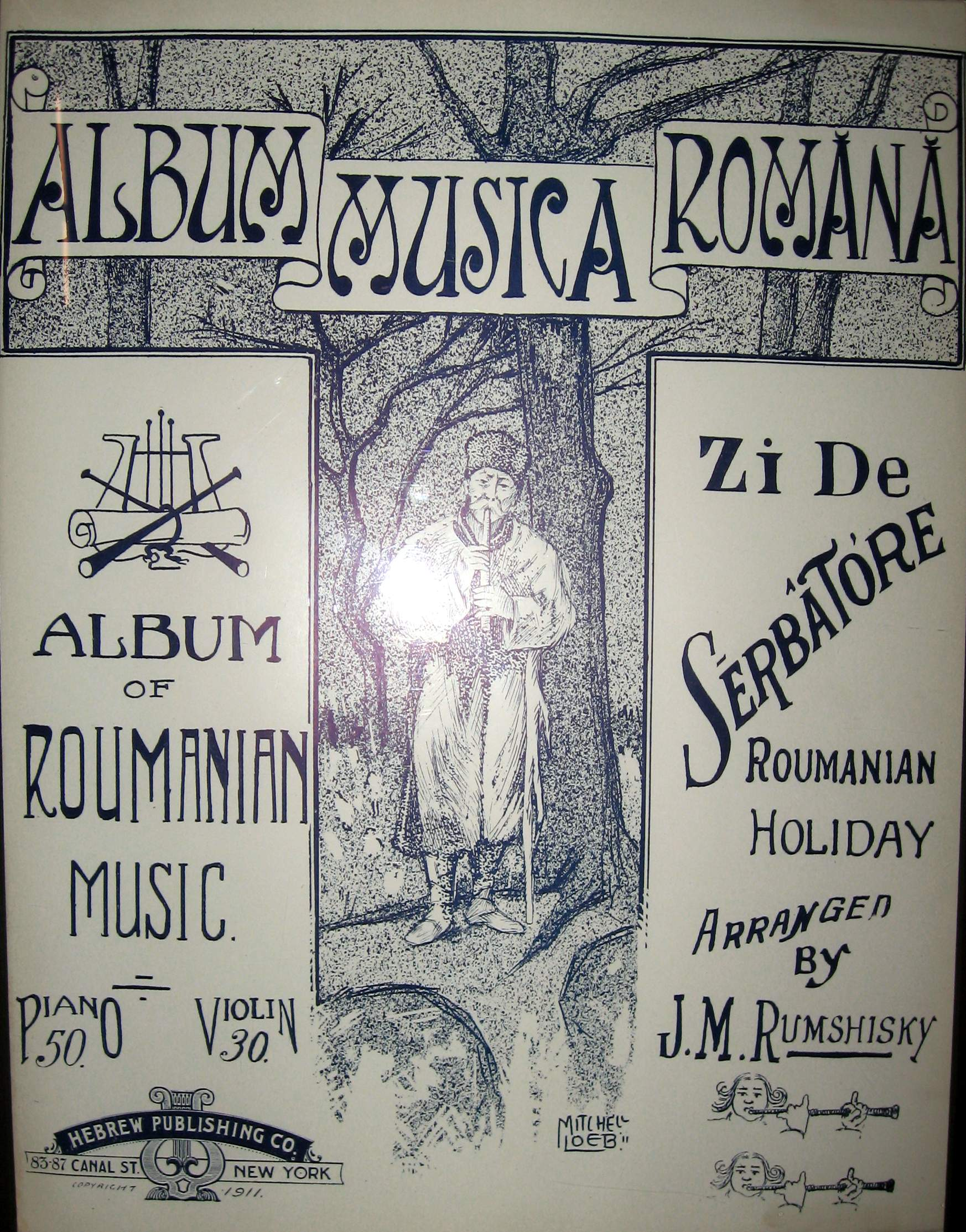
Album de muzică românească emis de comunitatea evreilor emigrați din România în New York, la începutul secolului XX

### Evreii de origine română în Israel
Cei circa 400.000 de evrei originari din România emigrați în Israel, a treia grupă - numeric - față de  cei veniți din alte țări, au devenit o punte de bune relații între Israel și România. Ei au păstrat limba, obiceiurile, cultura românească, au publicat ziare, reviste și cărți în limba română - există o secție de limba română a Uniunii Scriitorilor din Israel. Conform cu Carmen Gavrilă și Paul Ciocoiu (EVZ.ro, 2011) , „... România beneficiază de un lobby puternic în Israel din partea consistentei comunități românești de acolo, care numără 400.000 de persoane. În plus, Israelul este una dintre puținele țări în care românii au o imagine excelentă, sunt lăudați și apreciați, iar evreii care își au originile în România, păstrează, dincolo de petele negre din istorie, amintiri frumoase...”.
Un alt mijloc de comunicare și cunoaștere reciprocă a românilor din România și vorbitorii de romană din Israel este portalul-forum România-Israel  
.
În aprilie 2008 erau înregistrate în România 5.143 de întreprinderi israeliene (cam 20% dintre ele, de la intrarea României în U.E.) cu un capital investit de peste 2 miliarde € - printre primele zece țări ca nivel de investiție în România. Anual vizitează România cam 120 000 de turiști din Israel, cele patru curse zilnice de avion dintre București și Tel Aviv fiind supra-aglomerate . Procentul de israelieni printre studenții străini care studiază în România este deosebit de mare (spre exemplu, deși Israelul are două facultăți de stomatologie, cam 1/3 dintre medicii stomatologi israelieni au studiat în România). Sunt de menționat excelentele relații mutuale dintre institutele de studii și cercetări, cuprinzând schimburi de profesori, manuale și cărți publicate în colaborare etc.
În România lucrează și locuiesc cu domiciliu permanent, sau „navetiști” cam 5.000 de cetățeni israelieni, iar în Israel, cam 15-20.000 de români (în anii trecuți, numărul cetățenilor români plecați la muncă în Israel depășea 100.000).

## Filme
- Closer to the Moon (din engleză Mai aproape de lună) este un film regizat de Nae Caranfil în 2013, care descrie decizia unei grupe de prieteni intelectuali, comuniști, evrei,  intrați în dizgrația regimului comunist în Bucureștiul anului 1959, de a se sinucide împreună printr-o acțiune de frondă spectaculară: jefuirea Băncii Naționale.